# Балтійські країни
Балті́йські краї́ни або балті́йські держа́ви (ест. Balti riigid, Baltimaad, латис. Baltijas valstis, лит. Baltijos valstybės) — держави, що омиваються Балтійським морем. Найчастіше під Балтією розуміють Естонію, Латвію і Литву. З географічного погляду до Балтії іноді також зараховують Калінінградську область Російської Федерації. Інший (російськоцентричний) термін — Прибалтика (рос. Прибалтика), що вживався в радянській історіографії і поступово вийшов з ужитку в балтійських державах, а також вважається окупаційним терміном в сучасній українській мові.

## Етимологія

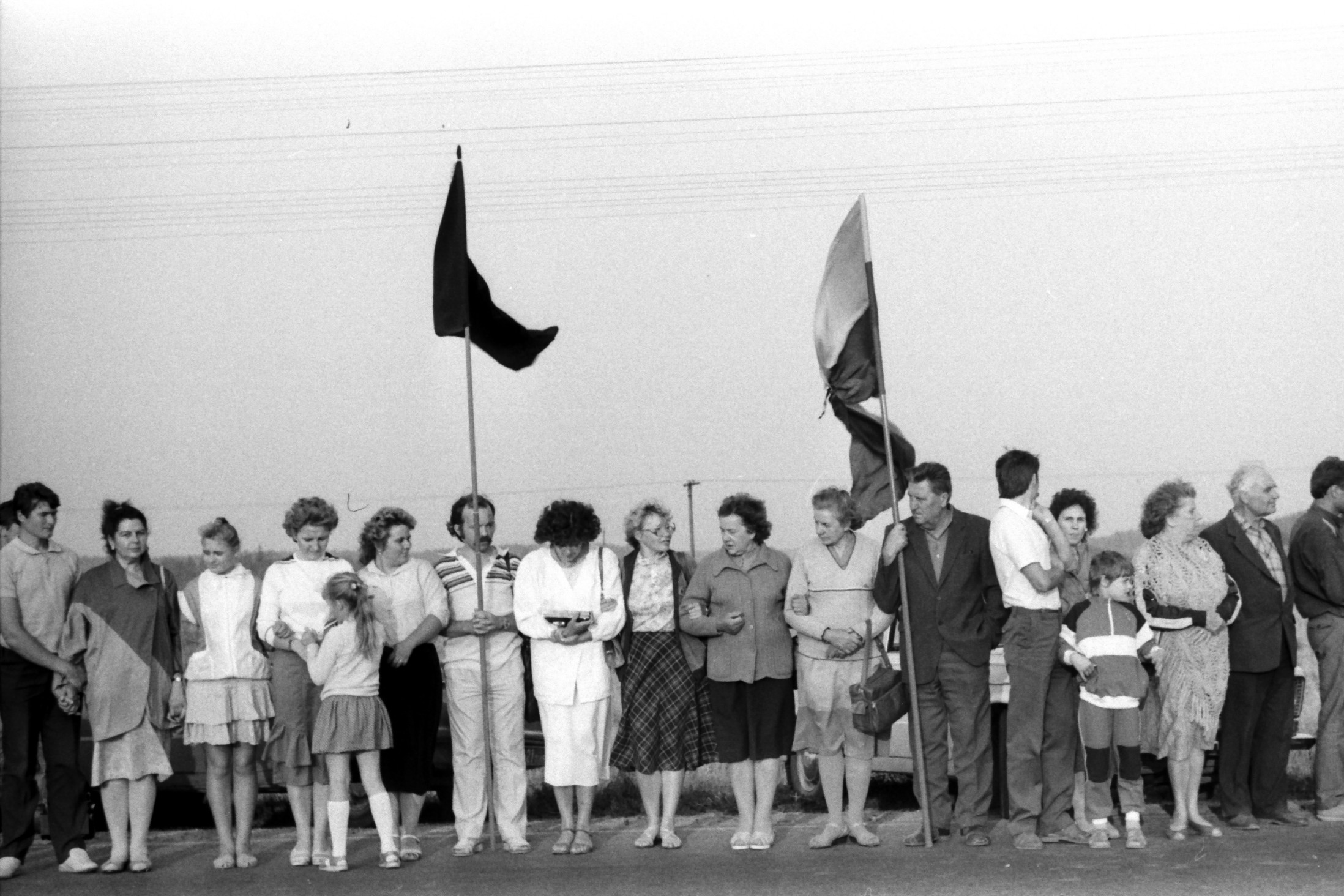
Балтійський шлях — масова демонстрація 1989 року проти радянської окупації, у якій взяло участь близько 25% населення балтійських держав.

Термін «Прибалтика» (тобто при Балтиці, порівн.: Приамур'я, Прикаспій тощо) є похідним від гідроніму Балтика в значенні Балтійське море (англ. Baltic Sea). Назва і моря, і балтійських мов, і племен балтів — одного кореня. Його називали лат. Mare Balticum латиною  — «міжнародною мовою» середньовічної Європи.
Німецькі народи, що заселили Західну і Північну Європу, за ознакою відносного розташування називали море Східним: нім. Ostsee, дан. Østersøen, нід. Oostzee, швед. Östersjön. Східні слов'яни ж за часів Рюрика звали це море варязьким, за ім'ям посередників, що «монополізували» вихід до його берегів і торгівлю на ньому. Пізніше варяги «персоніфікували» у російській історії як свеї, і море стали називати Свейським.
При Петрі I в регіоні утвердилася Російська імперія, і Швеція перестала бути господинею всього узбережжя. Море вже не було для росіян чужим, тільки Варязьким або Свейським, але разом з тим, географічно воно не було «Східним» (Ostsee). У підсумку ім'я, взяте з «німецьких» карт, не переклали, а транслітерували. Похідні від «остзейський» — остзейське право, остзейське дворянство тощо — поповнили ряд іншомовних запозичень, модних у петрівську епоху. Загальним ім'ям новостворених у 1713 році губерній Російської імперії Ризької та Ревельської (з 1796 — Курляндської, Ліфляндської та Естляндської) було «остзейські губернії».
Німецькими остзейські губернії були до середини XIX століття не тільки за іменем, а й за мовою. Німецька мова з орденських часів стала тут державною. Після Реформації нею стали користуватись на богослужіннях, вести ділові справи, її викладали в усіх школах тощо. Та з 1841 року почалось «рознімечування Прибалтики». Відбувається ренесанс балтійських мов, національної прози, поезії і водночас ширше застосування російської мови, а в 1884 році Олександр III повернув заснованому псковичами Дерпту ім'я Юр'єв. Тоді ж «переклали на російську» і море, і загальне ім'я губерній: Прибалтійські губернії або ж узагальнено Прибалтійський край
У літературі й публіцистиці до 1917 р. поряд з «остзейський/прибалтійський» до регіону застосовувалося і ще одне збірне поняття — Інфлянти. Так у Польщі споконвіку називали територіальні утворення Прибалтики, що колись були під однією польсько-литовською короною. Це положення, втрачене Польщею у своїх війнах XVI століття зі Швецією, було відновлено, коли Царство Польське увійшло до складу Росії; його кордони з Інфлянтами, відповідно, зникли, і вони знову опинилися в єдиному геополітичному просторі. Крім остзейського краю, поняття Інфлянтів також стосувалося Віленської та Ковенської, а також частини Вітебської губернії. В силу історичних причин (населення — литовці, поляки, а також білоруси, росіяни та євреї) ні остзейське право, ні німецькомовне лютеранство до цих місць не дійшли, і ці губернії жили за загальними для центральної Росії законами і традиціями.
У контексті районування СРСР отримав широке застосування збережений з дореволюційних часів прикметник «прибалтійський»: Прибалтійський економічний район, Прибалтійський військовий округ, Прибалтійська залізниця. В адміністративно-територіальному поділі Прибалтика включала території Литовської РСР, Латвійської РСР та Естонської РСР, а також Калінінградської області РРФСР.
У 1990-х роках з'явився термін «Балтія». Це слово народилося в ЗМІ, що виходять російською мовою в Латвії. За межами латиської мови термін Baltija не витіснив ні Baltimaad/Balti riigid (країни/держави Балтики) в естонській, ні Pabaltijys (прибалтійський) в литовській. У Європейському Співтоваристві поняття Baltija сприймається як місцевий синонім «Baltic(s)» у сенсі «регіон Балтійського моря». У міжнародних документах «країни Балтії» — вся сукупність країн балтійського узбережжя. Приклад: пол. Euroregion Bałtyk, латис. Euroregion Baltija — єврорегіон «Балтія» у складі: Росія, Польща, Латвія, Швеція, Данія, Литва.

## Історія
У IX-XX століттях після утворення сусідніх християнських держав Швеції, Данії, Польщі та Київської Русі землі сучасних балтійських країн залишалися «язичницькими» аж до XIII століття. Київська Русь прагнула їх завоювати, а в XI столітті оволоділа деякими землями; почало поширюватися православ'я. У XIII столітті військові ордени ченців, що базувалися на землях лівонців і прусів (Лівонські брати-мечоносці, Тевтонський орден, Лівонський орден) і Королівство Данія, завоювали більшу частину території сучасних балтійських держав та не дозволили естам, куршам, латишам (латгалам), лівонцям, пруссам, надрувцям, селонам, скальвам і земгалам створити власні держави. Створити власну державу вдалося лише литовцям, які проживали найдальше від центрів німецької колонізації. Велике князівство Литовське уклало Кревську унію з Польським королівством у 1385 році і разом протистояло просуванню орденів на схід. Під час секуляризації Тевтонського ордену було створено Прусське герцогство. У її північній частині – на землях литовців – сформувалася литовська історична область Мала Литва.
У XIII столітті на литовських землях почало поширюватися католицтво; естонці та більшість латишів у XVI столітті перейшли з католицтва до лютеранства. Через загрозу з боку Московії, Велике князівство Литовське та Королівство Польське уклали Люблінську унію 1569 року, утворивши Річ Посполиту. З XVI по XVIII століття об'єднана польсько-литовська держава воювала з Королівством Данія, Російською імперією та Шведською імперією за естонські та латвійські землі в Лівонській та Північній війнах. У середині XVII століття Швеція завоювала та заснувала губернії Естляндія та Ліфляндія (за винятком Курляндії, Латгалії). Після Північної війни обидві губернії увійшли до складу Російської імперії, під час поділів Речі Посполитої Російська імперія також анексувала Курляндію, Латгалію та всю Литву.

### Міжвоєнний період і незалежність 1918–1940 рр.

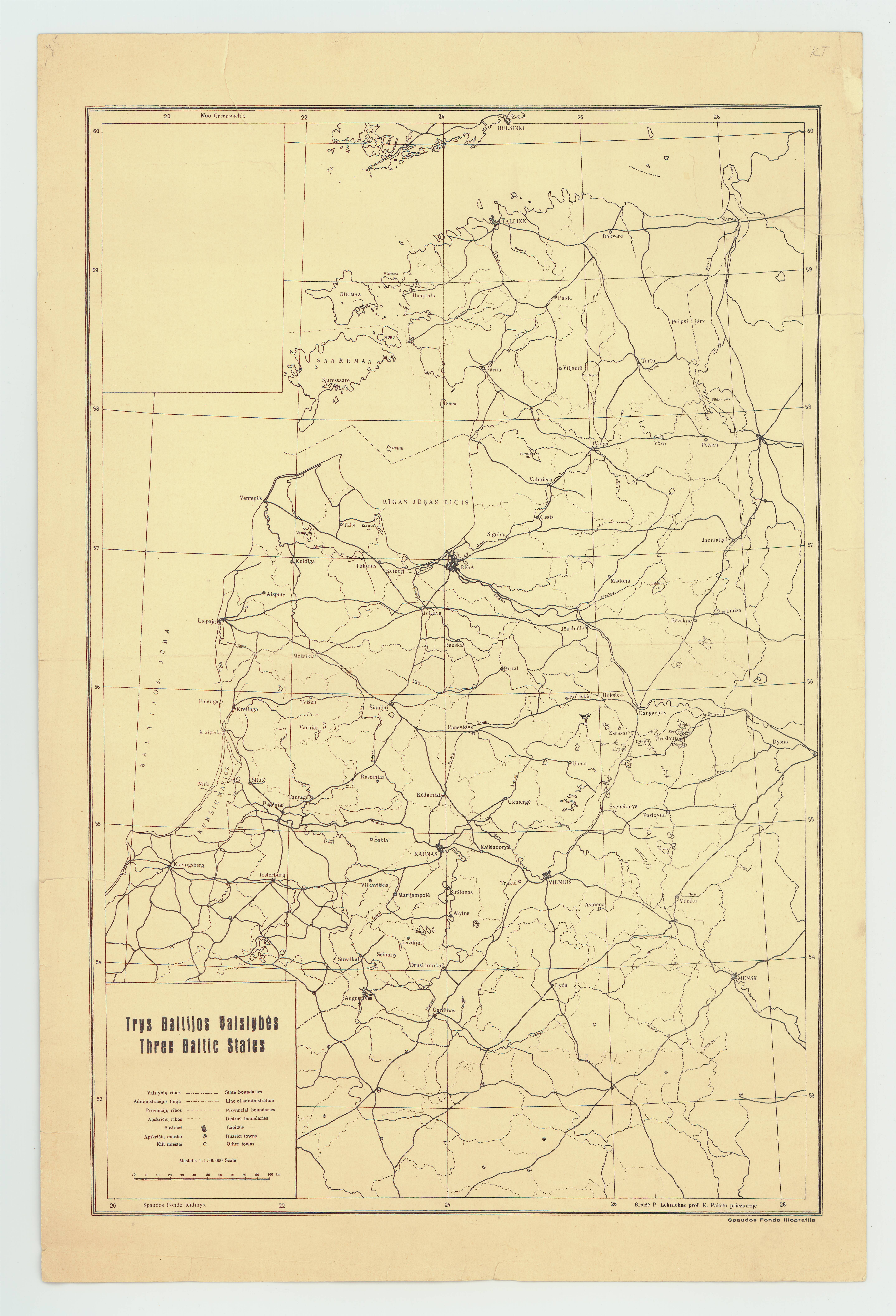
Балтійські держави в 1935 році.

Після закінчення Першої світової війни Литва проголосила незалежність, а Латвія сформувала тимчасовий уряд. Естонія вже отримала автономію від царської Росії в 1917 році та проголосила незалежність у лютому 1918 року, але згодом була окупована Німецькою імперією до листопада 1918 року. Естонія вела успішну війну за незалежність проти радянської Росії в 1918–1920 роках. Латвія та Литва дотримувалися подібного процесу до завершення війни за незалежність Латвії та війни за незалежність Литви в 1920 році.

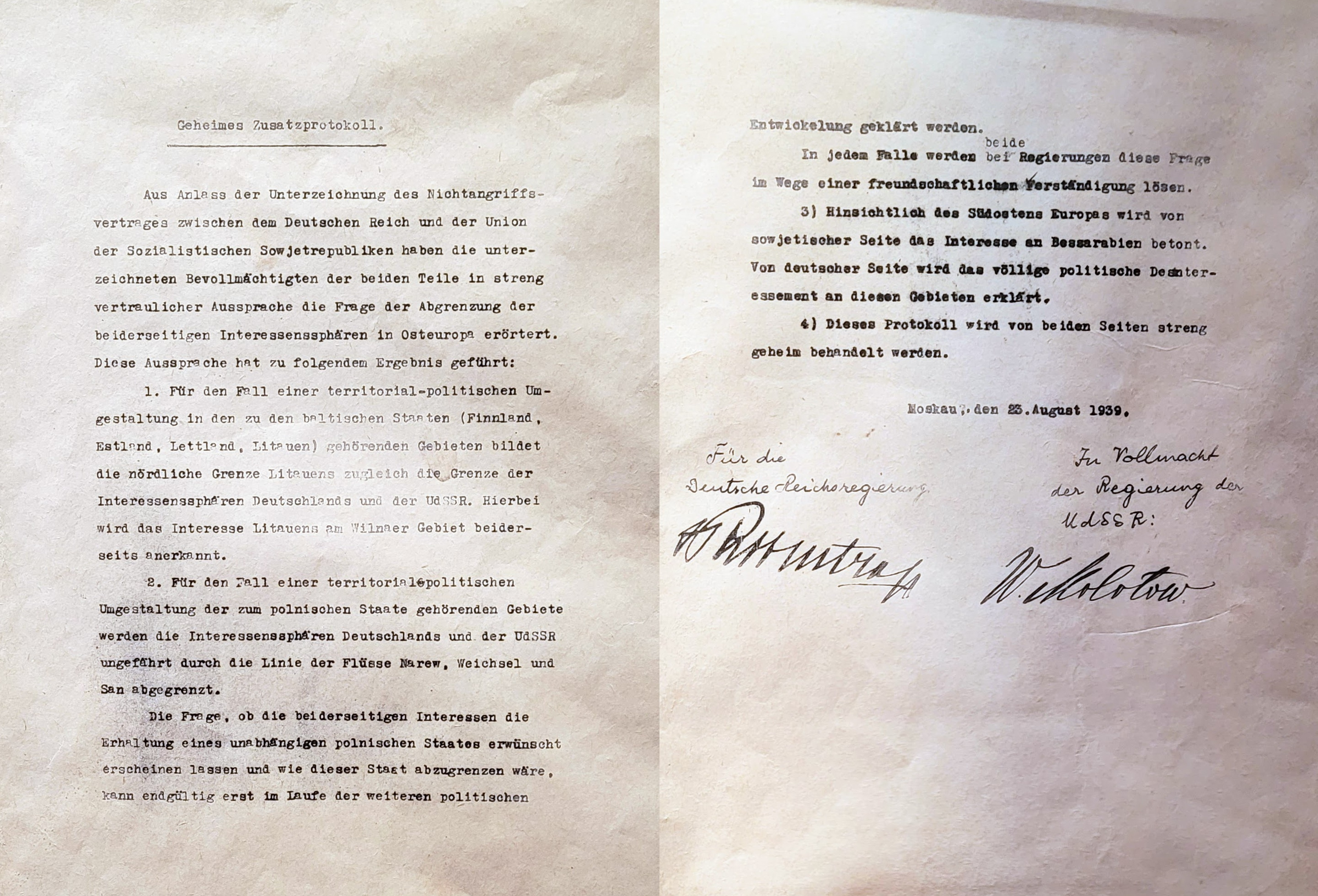
Відповідно до пакту Молотова-Ріббентропа 1939 року «країни Балтії (Фінляндія, Естонія, Латвія, Литва)» були поділені на німецьку та радянську «сфери впливу» (німецька копія).

У міжвоєнний період три країни, а також Фінляндію та Польщу іноді разом називали державами-лімітрофами (з французької мови), оскільки вони разом утворювали «ободок» уздовж західного кордону Радянської Росії та Радянського Союзу. Вони також були частиною того, що Жорж Клемансо вважав стратегічним санітарним кордоном, усієї території від Фінляндії на півночі до Румунії на півдні, між Західною та Центральною Європою та потенційними більшовицькими територіальними амбіціями.
Усі три балтійські країни пережили період авторитарного правління глави держави, який прийшов до влади після безкровного перевороту: Антанас Сметона в Литві (1926–1940), Карліс Улманіс у Латвії (1934–1940) та Костянтин Пятс під час «Ери мовчання» (1934–1938) в Естонії відповідно. Дехто наголошує, що події в Литві відрізнялися від подій у двох інших країнах, оскільки Сметона мав інші мотиви, а також закріпив владу за вісім років до будь-яких подібних подій у Латвії чи Естонії. Незважаючи на значні політичні потрясіння у Фінляндії, жодна така авторитарна фігура не прийшла до влади. Однак у 1918 році вона була втягнута в криваву громадянську війну, чого не було в балтійських державах. Деякі суперечки оточують балтійські авторитарні режими – через загальну стабільність і швидке економічне зростання періоду (навіть якщо мале), деякі історики уникають ярлика «авторитарний»; інші, однак, засуджують таке «вибачливе» ставлення, наприклад, у пізніших оцінках Карліса Улманіса.

### Радянська та німецька окупації 1940–1991 рр.

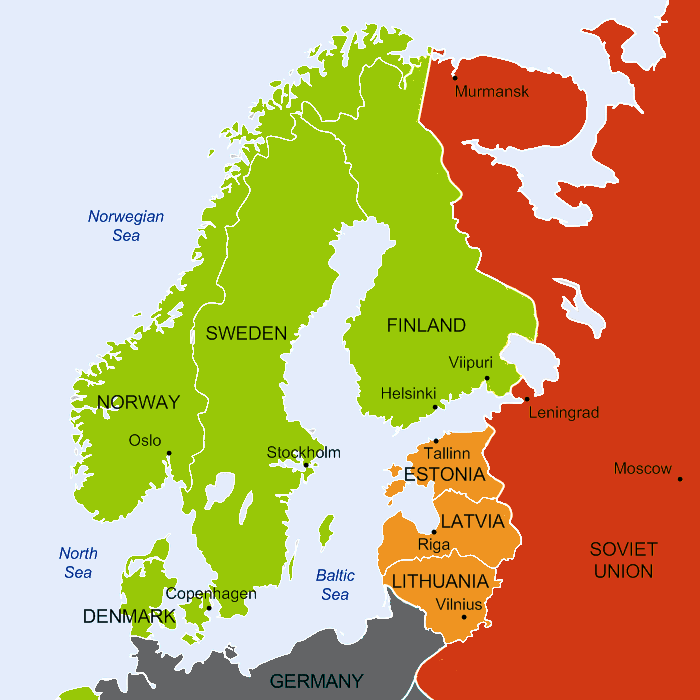
Геополітичний статус Північної Європи в листопаді 1939 року.
Нейтральні держави
Нацистська Німеччина та анексовані держави
Радянський Союз і анексовані держави
Нейтральні країни з військовими базами, створеними Радянським Союзом у жовтні 1939 року

Відповідно до таємного протоколу в рамках пакту Молотова-Ріббентропа 1939 року, який поділив Європу на німецьку та радянську сфери впливу, радянська армія вторглася до східної Польщі у вересні 1939 року, а сталінський радянський уряд примусив Естонію, Латвію та Литву до «взаємної війни». договори про допомогу», які надавали СРСР право розміщувати військові бази в цих країнах. У червні 1940 року Червона армія окупувала всю територію Естонії, Латвії та Литви та встановила нові, прорадянські маріонеткові уряди. Одночасно в усіх трьох країнах у липні 1940 року були організовані сфальсифіковані вибори (до яких дозволяли балотуватися лише просталіністські кандидати), щойно зібрані «парламенти» в кожній із трьох держав тоді одностайно подали заяву про приєднання до Радянського Союзу, а в серпні 1940 р. увійшли до складу СРСР як Естонська РСР, Латвійська РСР і Литовська РСР.
Після цього в окупованих балтійських держав послідували репресії, розстріли та масові депортації. Радянський Союз намагався радянізувати свої окуповані території за допомогою таких засобів, як депортації та встановлення російської мови як єдиної мови. Між 1940 і 1953 роками радянський уряд депортував понад 200 000 людей з окупованих балтійських держав у віддалені місця Радянського Союзу. Крім того, щонайменше 75 000 були відправлені в ГУЛАГи. Близько 10% дорослого балтійського населення було депортовано або відправлено в трудові табори. (Див. червнева депортація, радянські депортації з Естонії, радянізація балтійських держав)
Радянська окупація балтійських держав була перервана вторгненням нацистської Німеччини в регіон у 1941 році. Спочатку багато естонців, латвійців і литовців вважали німецьку армію визволителями, сподіваючись на відновлення незалежности кожної з трьох держав, але замість цього німецькі загарбники створили цивільну адміністрацію, відому як Райхскомісаріат Остланд. Під час окупації нацистська влада здійснила ґетто єврейського населення в Литві та Латвії. Було вбито понад 190 000 литваків, майже 95% довоєнної єврейської громади Литви та 66 000 латвійських євреїв. Німецька окупація тривала до кінця 1944 року (в Курляндії — до початку 1945 року), коли держави були знову окуповані Червоною армією і радянська влада була відновлена за пасивної згоди Сполучених Штатів і Сполученого Королівства (див. Ялтинську конференцію та Потсдамську угоду).

### Відновлення незалежності
Наприкінці 1980-х років почалася масова кампанія громадянського опору радянській владі, відома як «Співоча революція». 23 серпня 1989 року Балтійський шлях, двомільйонний людський ланцюг, розтягнувся на 600 км від Таллінна до Вільнюса. На хвилі цієї кампанії уряд Горбачова приватно дійшов висновку, що відхід балтійських республік став «неминучим». Цей процес сприяв розпаду Радянського Союзу, створивши прецедент для виходу інших радянських республік зі складу СРСР. Радянський Союз визнав незалежність трьох балтійських держав 6 вересня 1991 року. Війська з регіону (починаючи з Литви) були виведені з серпня 1993 року. Останні російські війська були виведені звідти в серпні 1994 року. Скрунда-1, останній російський військовий радар у балтійських державах, офіційно призупинив роботу в серпні 1998 року.

### XXI століття

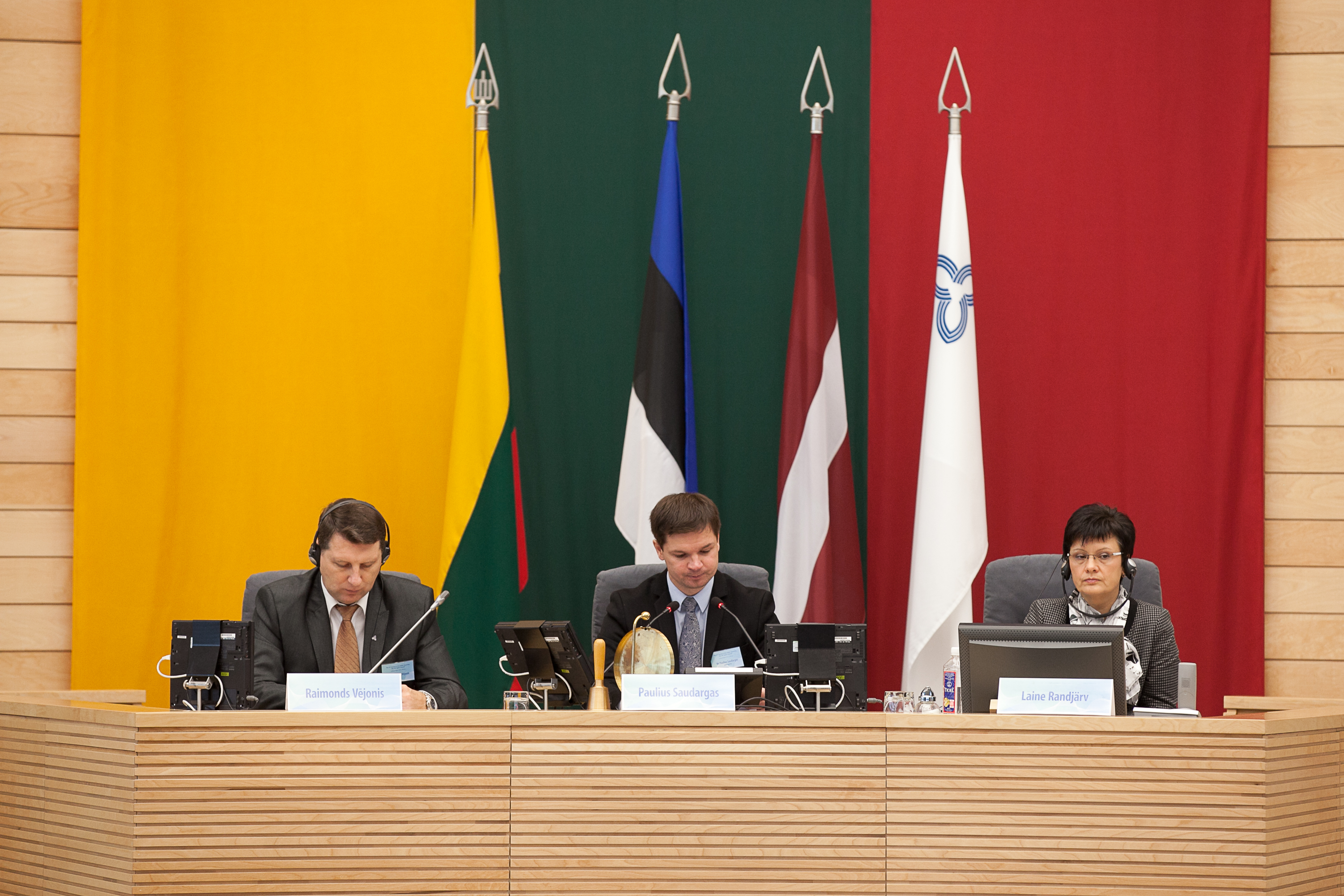
Засідання Балтійської асамблеї в у Вільнюсі, Литва.

Усі три держави сьогодні є ліберальними демократіями з однопалатними парламентами, які обираються всенародним голосуванням на чотирирічний термін: Рійгікогу в Естонії, Сейм у Латвії та Сейм у Литві. У Латвії та Естонії президент обирається парламентом, тоді як у Литві діє напівпрезидентська система, згідно з якою президент обирається всенародним голосуванням. Усі вони є учасницями Європейської Унії (ЄУ) і членами Організації Північноатлантичного договору (НАТО).
Кожна з трьох держав проголосила себе відновленням суверенних держав, яка існували з 1918 по 1940 рік, наголошуючи на тому, що радянське панування над балтійськими державами в період холодної війни було незаконною окупацією та анексією.
Такого ж правового тлумачення поділяють Сполучені Штати Америки, Сполучене Королівство, держави-члени Європейської Унії та більшість інших демократій, які вважають насильницьке включення Естонії, Латвії та Литви до Радянського Союзу незаконним. Принаймні формально більшість західних демократій ніколи не вважали балтійські держави складовими частинами Радянського Союзу. Австралія була коротким винятком у цій підтримці незалежності Балтії: у 1974 році лейбористський уряд Австралії справді визнав радянське панування, але це рішення було скасовано наступним парламентом Австралії. Інші винятки були зі Швецією, яка була першою західною країною та однією з небагатьох, що коли-небудь це зробила, яка визнала приєднання балтійських держав до Радянського Союзу законним.
Після того, як балтійські країни відновили свою незалежність, інтеграція із Західною Європою стала головною стратегічною метою. У 2002 році уряди балтійських держав подали заявку на приєднання до Європейської Унії та членства в НАТО. Усі три держави стали членами НАТО 29 березня 2004 року та приєдналися до ЄУ 1 травня 2004 року.

## Культура

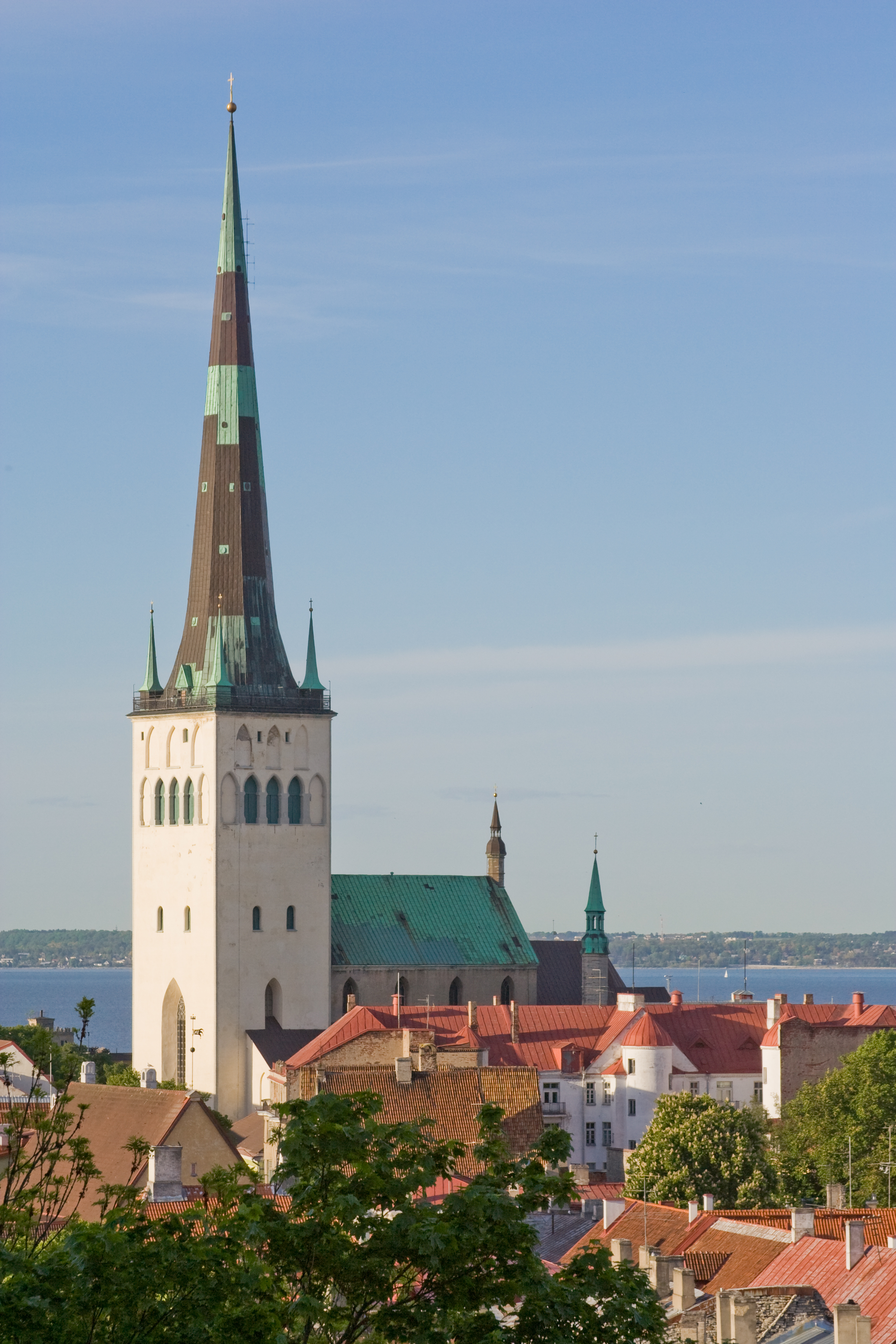
Церква Святого Олафа в Таллінні, Естонія

### Етнічні групи

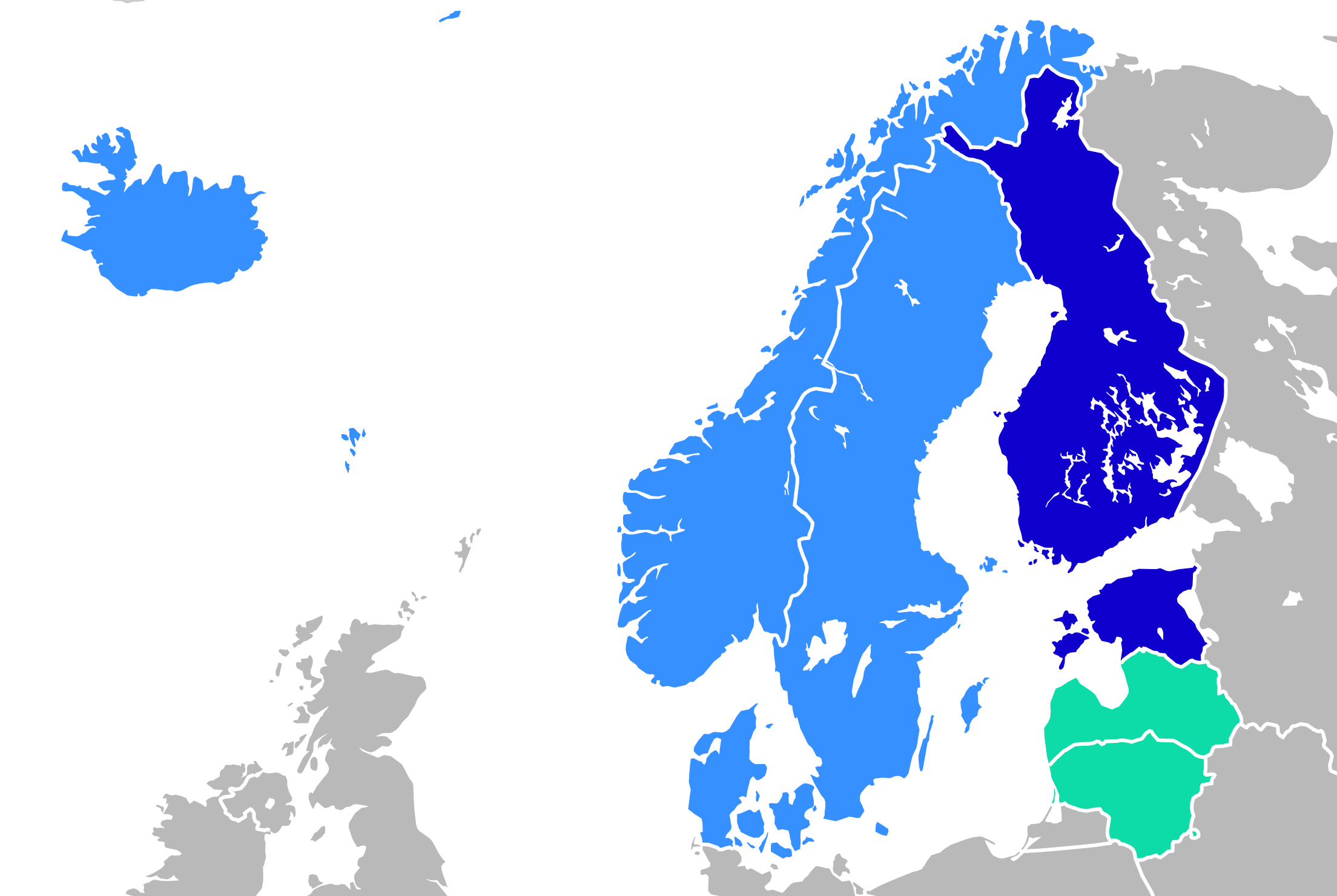
Мовні гілки в Північній Європі:
Скандинавська (Фарерські острови, Ісландія та Скандинавія)
Фінська (Естонія, Фінляндія)
Балтійська (Латвія, Литва)

Естонці є прибалтійсько-фінським народом разом із сусідніми фінами. Латвійці та литовці, споріднені між собою мовно та культурно, є балтійським індоєвропейським народом. У Латвії існує невелика громада фінів, споріднених естонцям, що складається лише з 250 осіб, відомих як лівонці, і вони живуть на так званому Лівонському узбережжі. Народи в балтійський держав разом населяли східне узбережжя Балтійського моря протягом тисячоліть, хоча не завжди мирно в давні часи, протягом якого їх населення, естонці, латвійці та литовці, залишалися надзвичайно мирними в межах приблизних територіальних кордонів сучасних держав. Хоча між ними існували релігійні та культурні відмінності.
Населення кожної балтійської держави належить до кількох християнських конфесій, що є відображенням історичних обставин. Як західне, так і східне християнство було запроваджено до кінця першого тисячоліття. Нинішній розкол між лютеранством на півночі та католицтвом на півдні є залишком шведської та польської гегемонії відповідно, а східне православне християнство залишається домінуючою релігією серед росіян та інших східнослов’янських меншин.
Балтійські держави історично перебували в багатьох різних сферах впливу, від данської, шведської та польсько-литовської до німецької (Ганза та Священна Римська імперія), а до відновлення незалежности – у російській сфері впливу.
Балтійські держави населяють кілька етнічних меншин: у Латвії: 33,0% (включаючи 25,4% росіян, 3,3% білорусів, 2,2% українців і 2,1% поляків),  в Естонії: 27,6% (включаючи 22,0% росіян і 10,2% інших) і в Литві: 12,2 % (у тому числі 5,6 % поляків і 4,5 % росіян).
Радянський Союз проводив політику русифікації, заохочуючи росіян та інші російськомовні етнічні групи Радянського Союзу розселятися в балтійських державах. Сьогодні етнічні російські іммігранти з колишнього Радянського Союзу та їхні нащадки становлять значну групу, зокрема в Латвії (близько чверті всього населення та близько половини в столиці Ризі) та Естонії (майже чверть населення країни).
Оскільки три країни були незалежними державами до їх окупації Радянським Союзом, існувало сильне почуття національної ідентичности (часто називане Комуністичною партією «буржуазним націоналізмом») і народне невдоволення нав’язаним радянським правлінням у трьох країнах, у поєднанні з радянською культурною політикою, яка використовувала поверхневий мультикультуралізм (для того, щоб Радянський Союз виглядав як багатонаціональний союз, заснований на вільному волевиявленні його народів) у межах, дозволених комуністичним «інтернаціоналістом» (але фактично прорусифікаторським) ідеології та під жорстким контролем комуністичної партії (тих із балтійців, які переступили межу, називали «буржуазними націоналістами» і репресували). Це дозволило естонцям, латвійцям і литовцям зберегти високий ступінь європейської національної ідентичности. У радянські часи це змусило їх виглядати як «Захід» Радянського Союзу в культурному та політичному сенсі, тобто максимально близько до еміграції росіянин міг підійти, не покидаючи СРСР.

### Мови
Мови трьох балтійських народів належать до двох різних мовних сімей. Латвійська та литовська мови належать до індоєвропейської мовної сім’ї та є єдиними живими мовами балтійської групи (точніше, східнобалтійської підгрупи балтійської). Латгальська та жемайтійська мови вважаються або окремими мовами, або діалектами латвійської та литовської відповідно.
Естонська мова (включаючи її різні діалекти виро та сету) є балтійсько-фінською мовою разом із фінською мовою сусідньої Фінляндії. Вона також пов’язана з нині майже вимерлою лівонською мовою, якою розмовляють як другою мовою кілька десятків людей у Латвії.

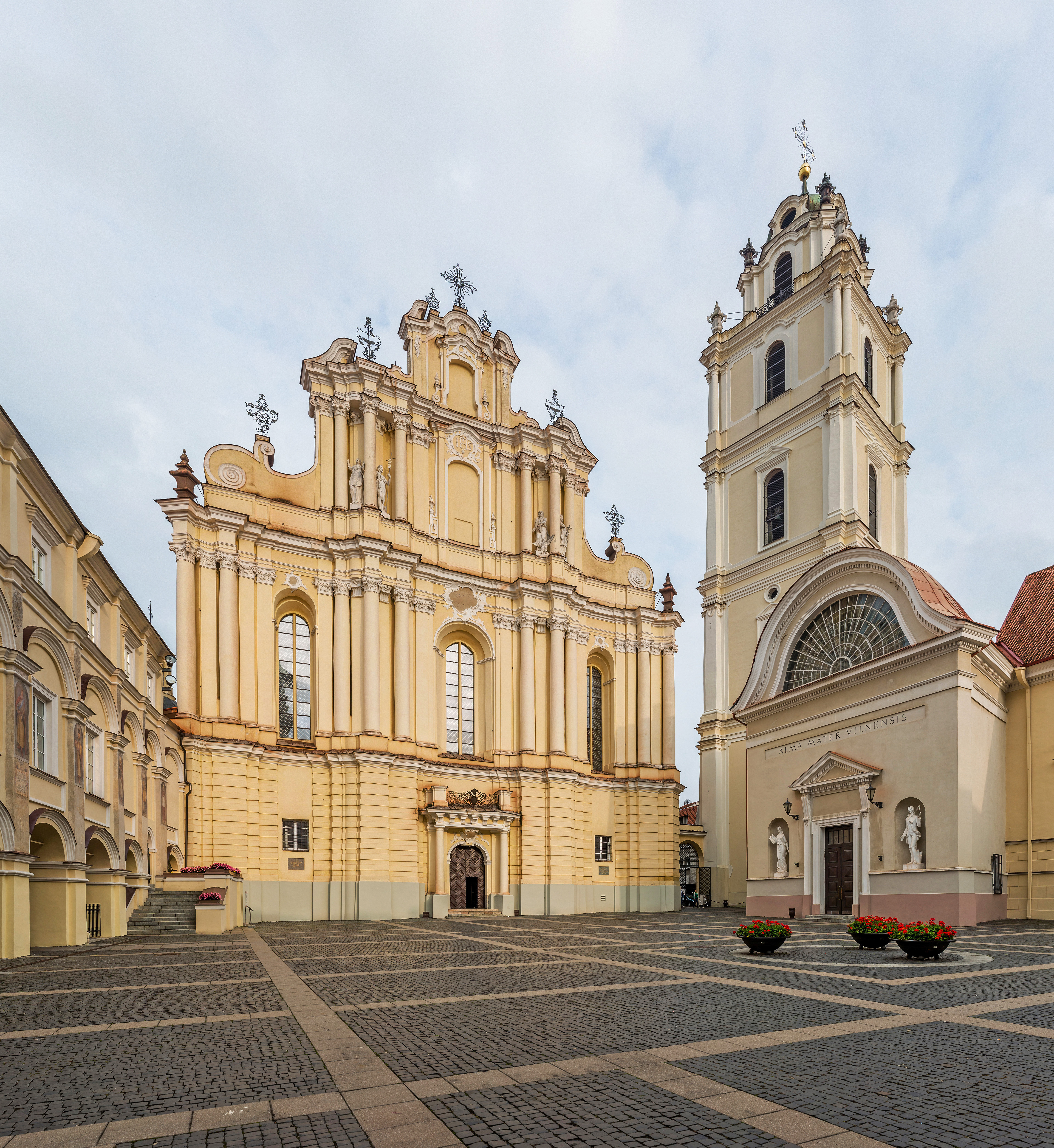
Католицький, Вільнюс, Литва

Окрім корінних мов, нижньосаксонська мова була домінуючою мовою в Естонії та Латвії в академічному, професійному житті та вищому суспільстві з XIII століття до Першої світової війни. Польська мова виконувала подібну функцію в Литві (особливо в Серединні Литви). Численні шведські запозичення потрапили в естонську мову; саме під шведським пануванням у XVII столітті були створені школи та поширена освіта. В Естонії також розмовляють шведською мовою, зокрема естонсько-шведським діалектом естонських шведів північної Естонії та островів (хоча багато хто втік до Швеції, коли СРСР вторгся та знову окупував Естонію в 1944 році). Фінська мова в Естонії також є досить розповсюдженою завдяки її лінгвістичній спорідненості з естонською мовою, а також широкому впливу фінських телепередач у радянську еру.
Російська мова була найбільш поширеною іноземною мовою на всіх рівнях навчання в період радянської окупації 1944–1991 років. Незважаючи на доступність шкільного навчання та управління місцевими мовами, російськомовних іммігрантів не заохочували та не мотивували вивчати офіційні місцеві мови, тому знання російської мови стало практичною необхідністю в повсякденному житті в міських районах, де було багато росіян. Як наслідок, навіть донині більшість населення середнього та старшого віку в трьох країнах можуть розуміти та розмовляти російською мовою, особливо люди старше 50 років, які ходили до школи за радянської окупації. Питання асиміляції російськомовних іммігрантів є головним чинником у поточних соціальних і дипломатичних справах.
Після зниження російського впливу та інтеграції в економіку Європейської Унії англійська стала найпопулярнішою другою мовою в балтійських державах. Незважаючи на те, що російська мова більш поширена серед людей похилого віку, переважна більшість молодих людей вивчає англійську, а 80% молодих литовців стверджують, що володіють англійською, і подібні тенденції спостерігаються в Естонії та Латвії.
Балтійською ромською мовою розмовляють роми.

## Географія

### Природа

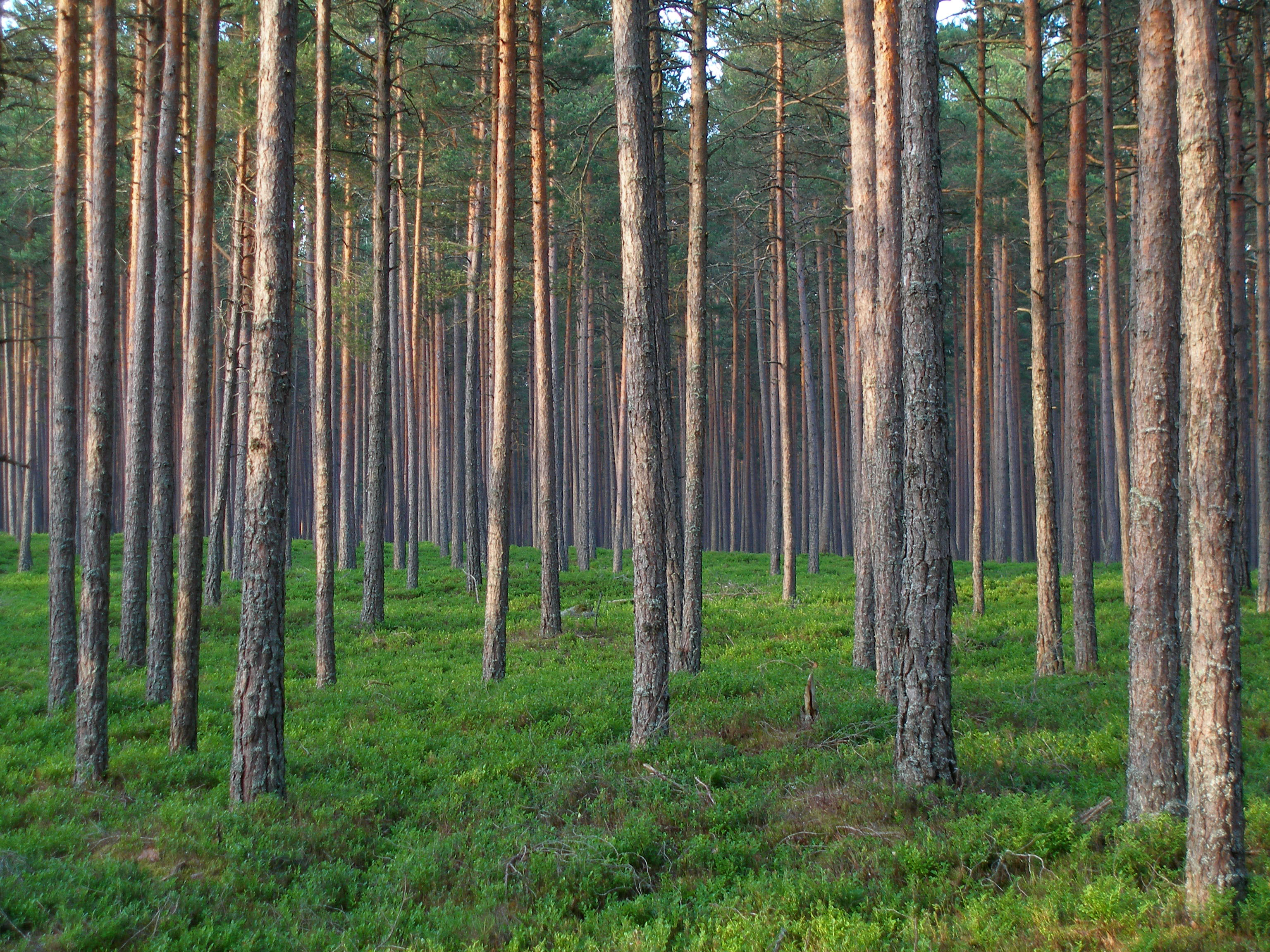
Ліси займають більше половини суші Естонії.
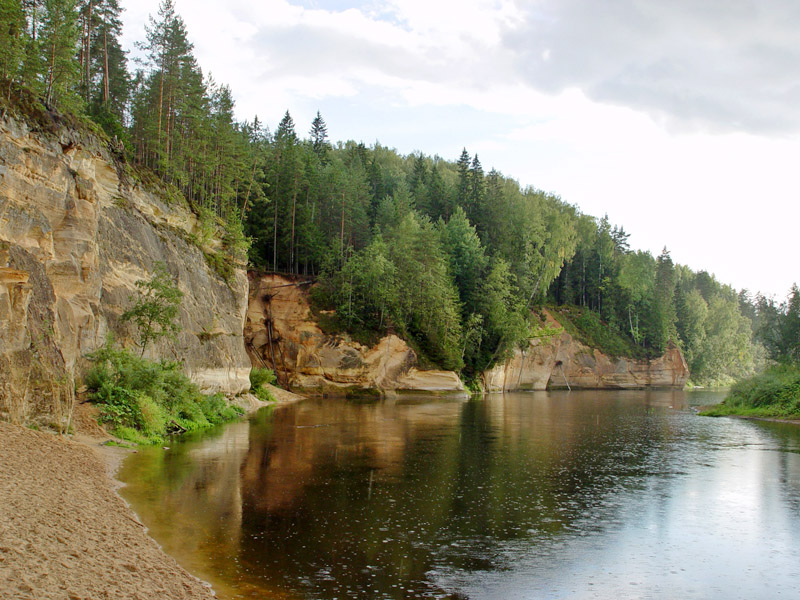
Девонські скелі з пісковика в Національному парку Гауя, найбільшому та найстарішому національному парку Латвії.
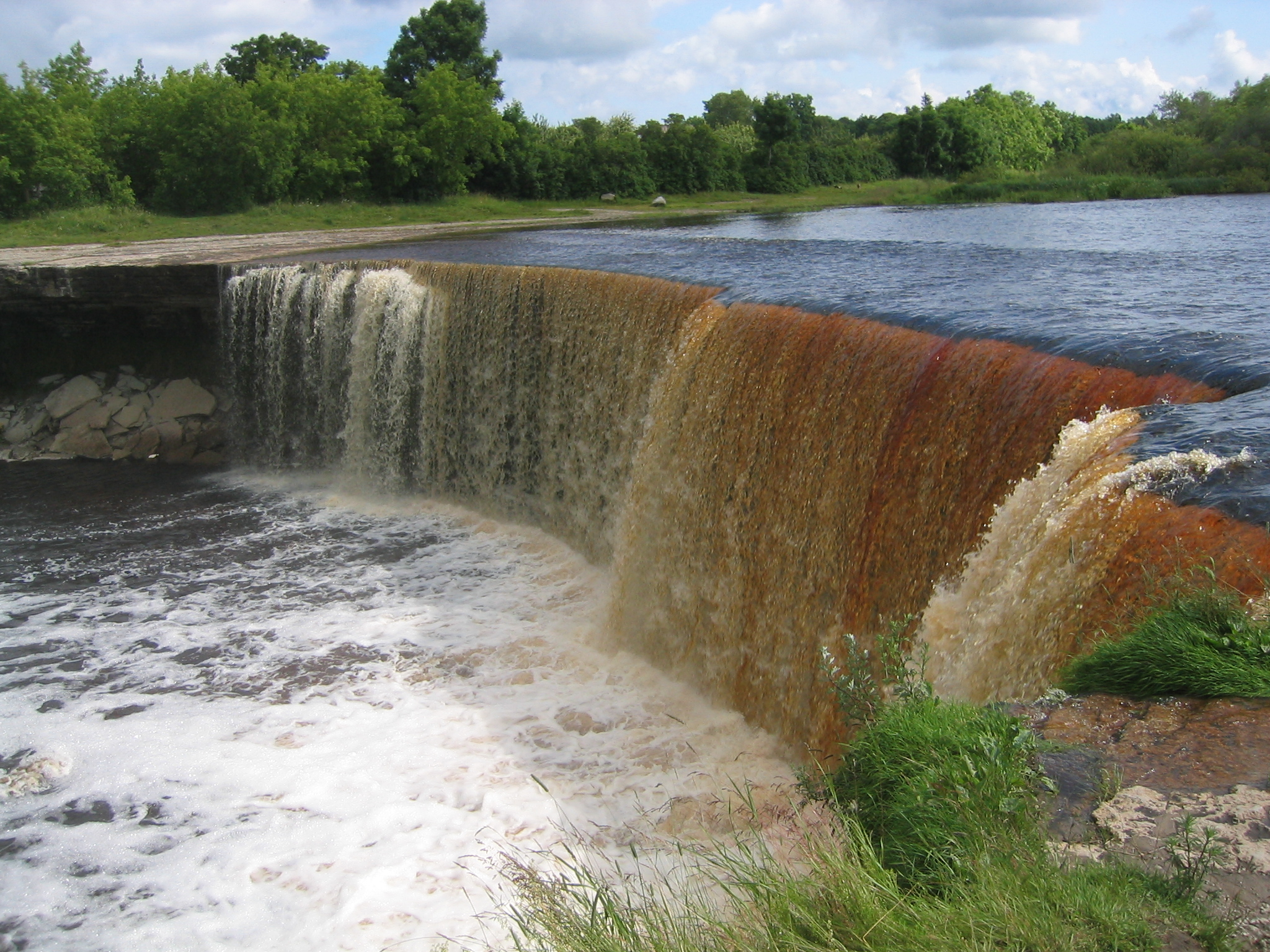
Водоспад Ягала — найвищий природний водоспад Естонії.
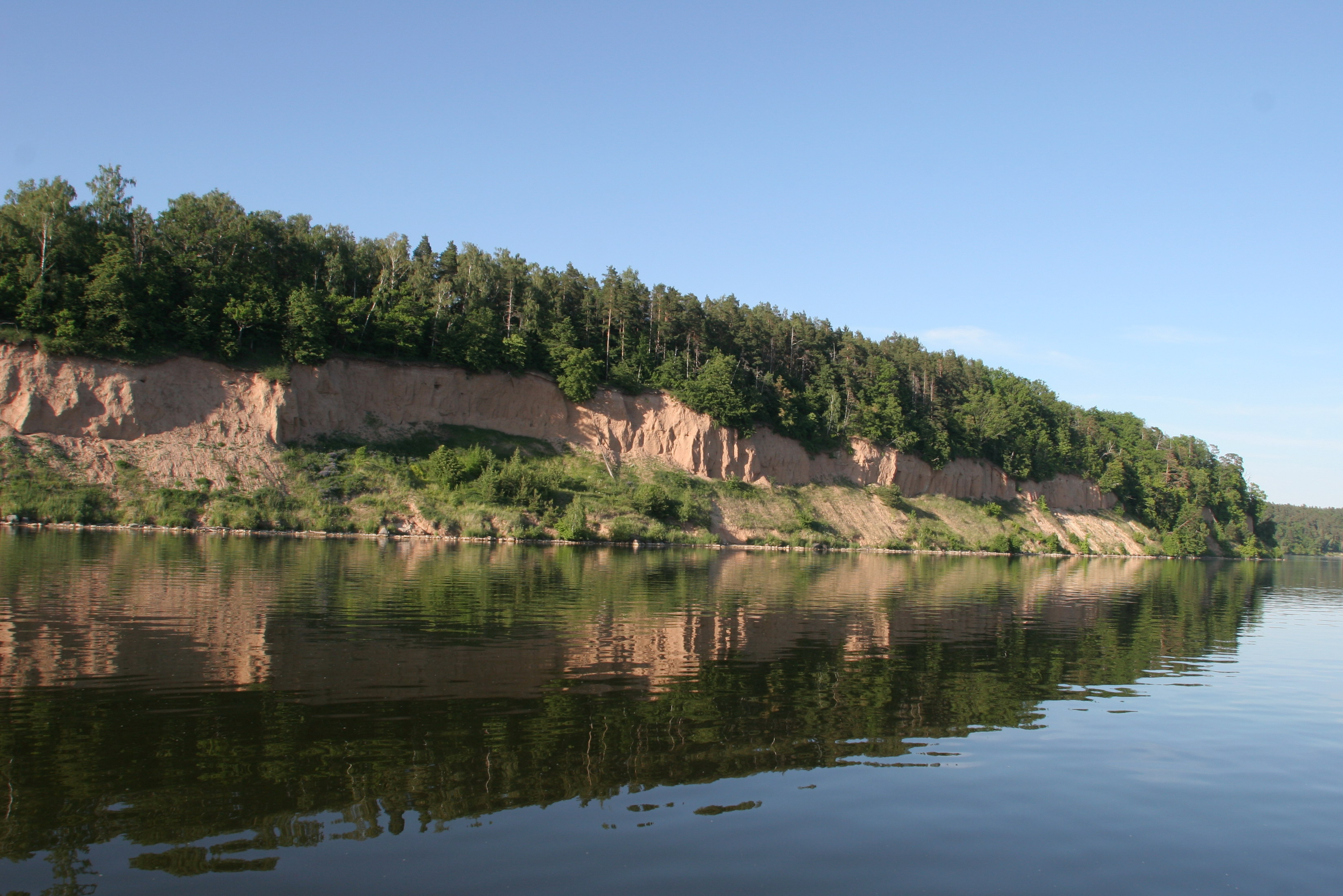
Скелі Ґастільйоні в Каунаському регіональному парку Маріас[en] Маріос поблизу Каунаса.
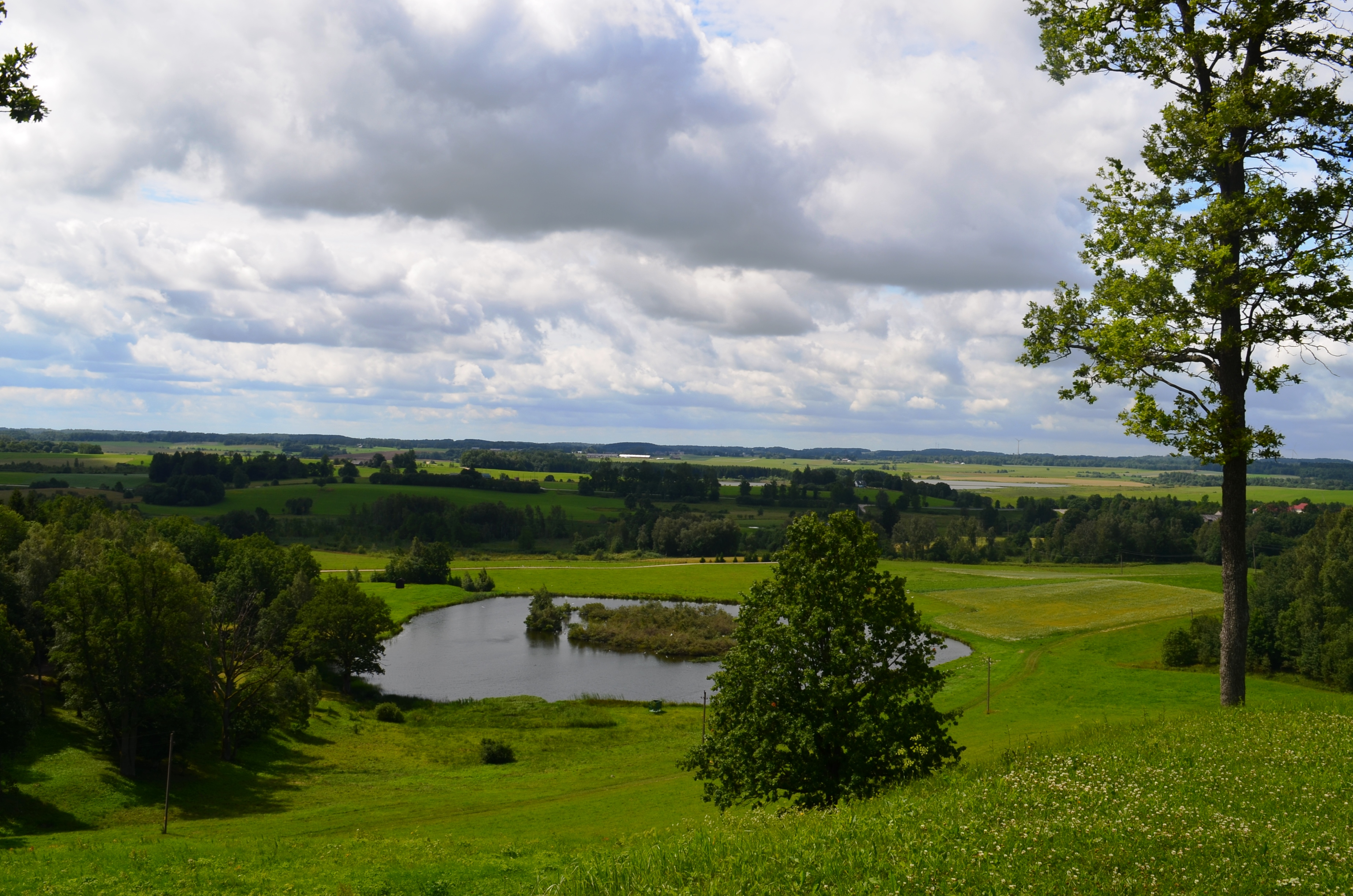
Вид з Білонійського пагорба в Литві.
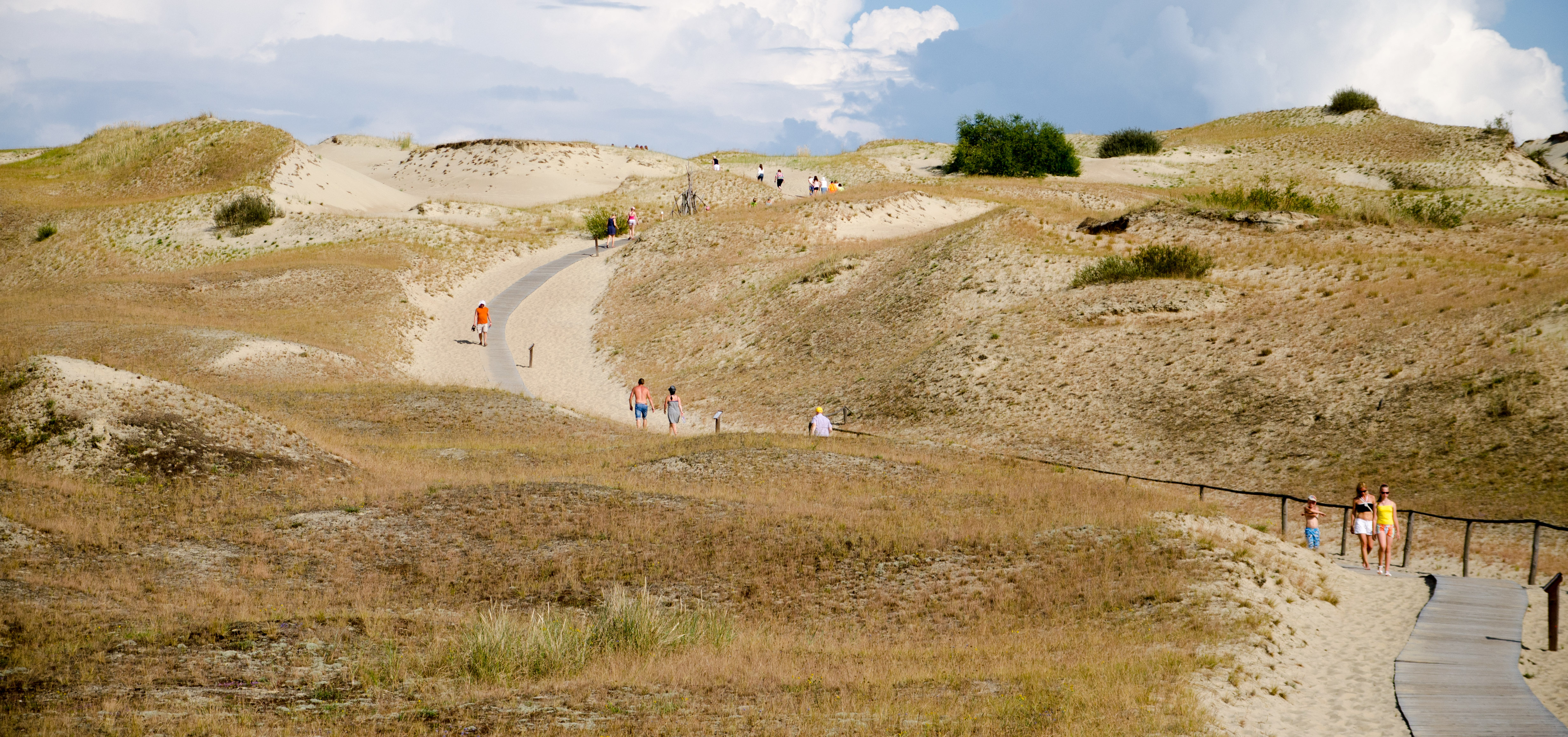
Піщані дюни Куршської коси поблизу Ніди, які є найвищими дрейфуючими піщаними дюнами в Європі (Список Світовох спадщини ЮНЕСКО).

## Економіка

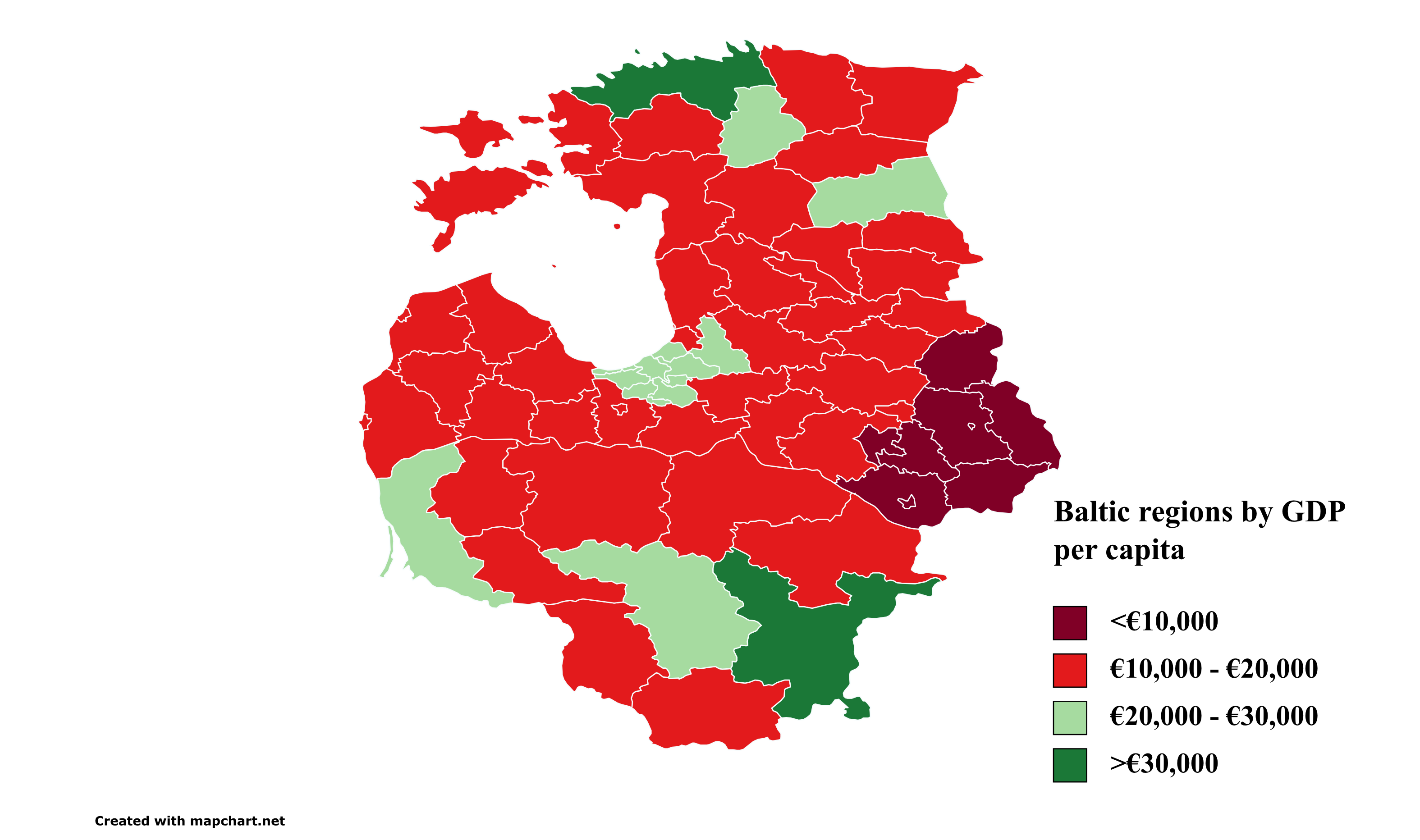
Балтійські регіони за ВВП на душу населення. Дані за 2022 рік для Литви та Естонії, 2020 рік для Латвії.

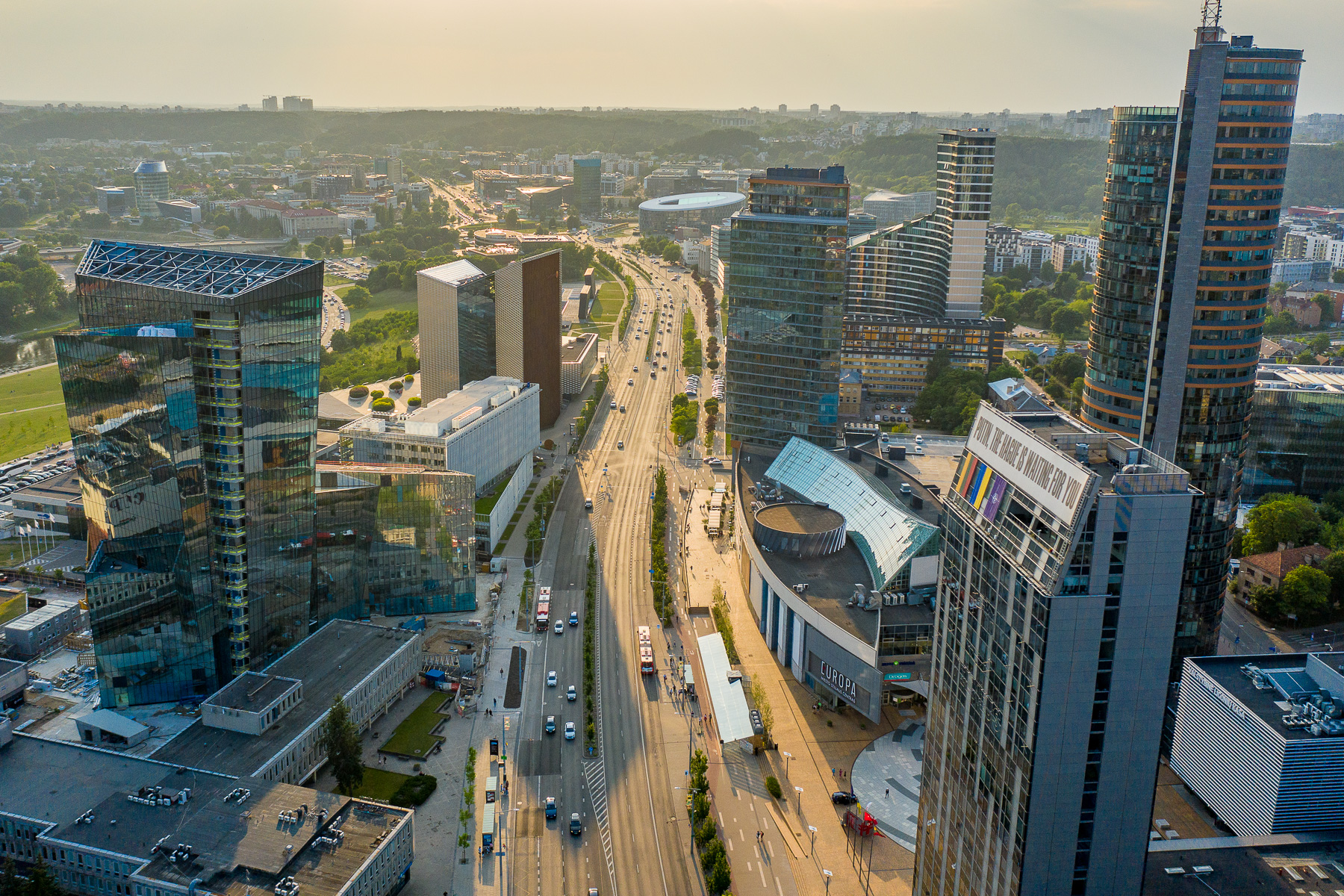
.

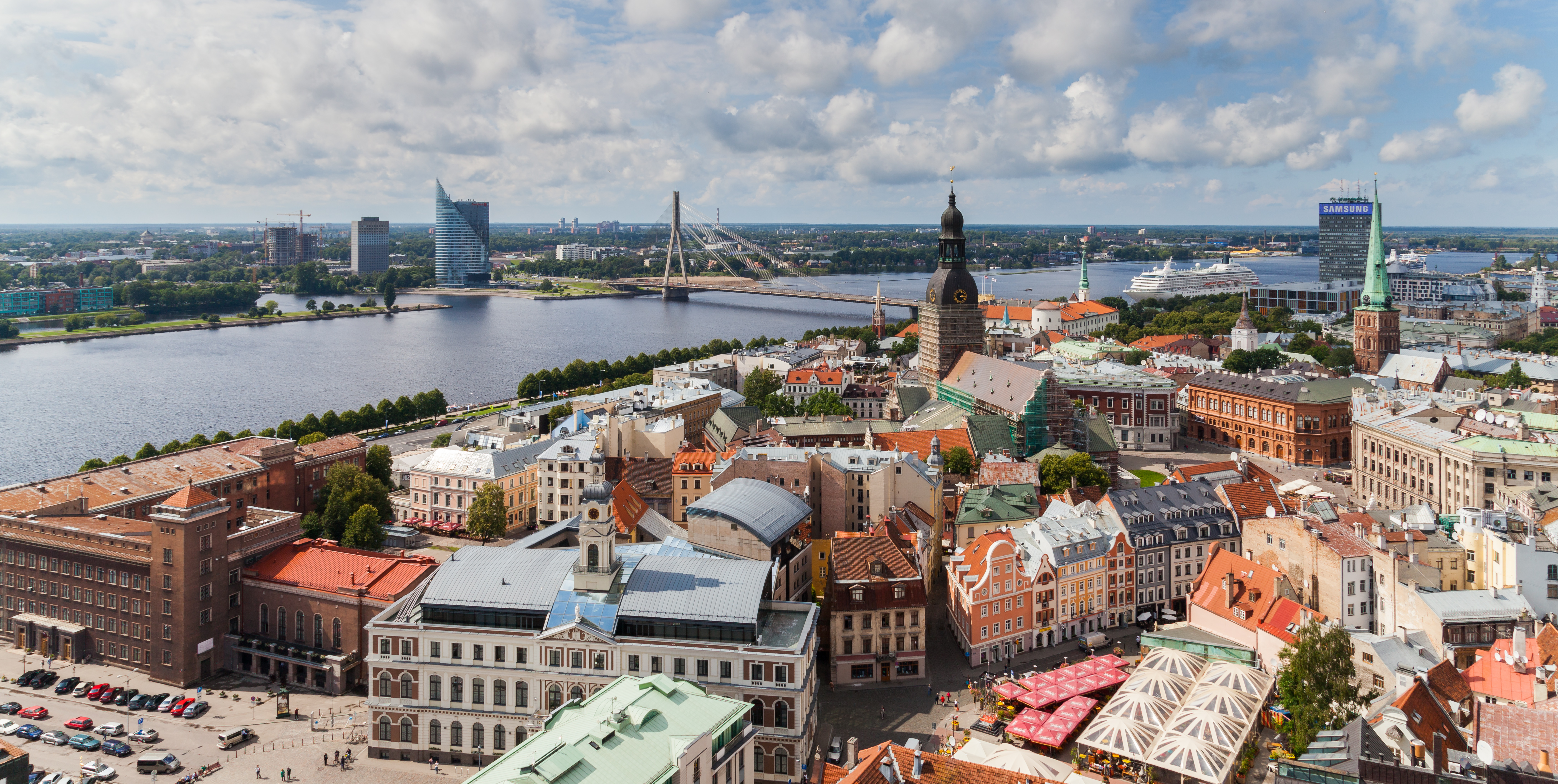
.

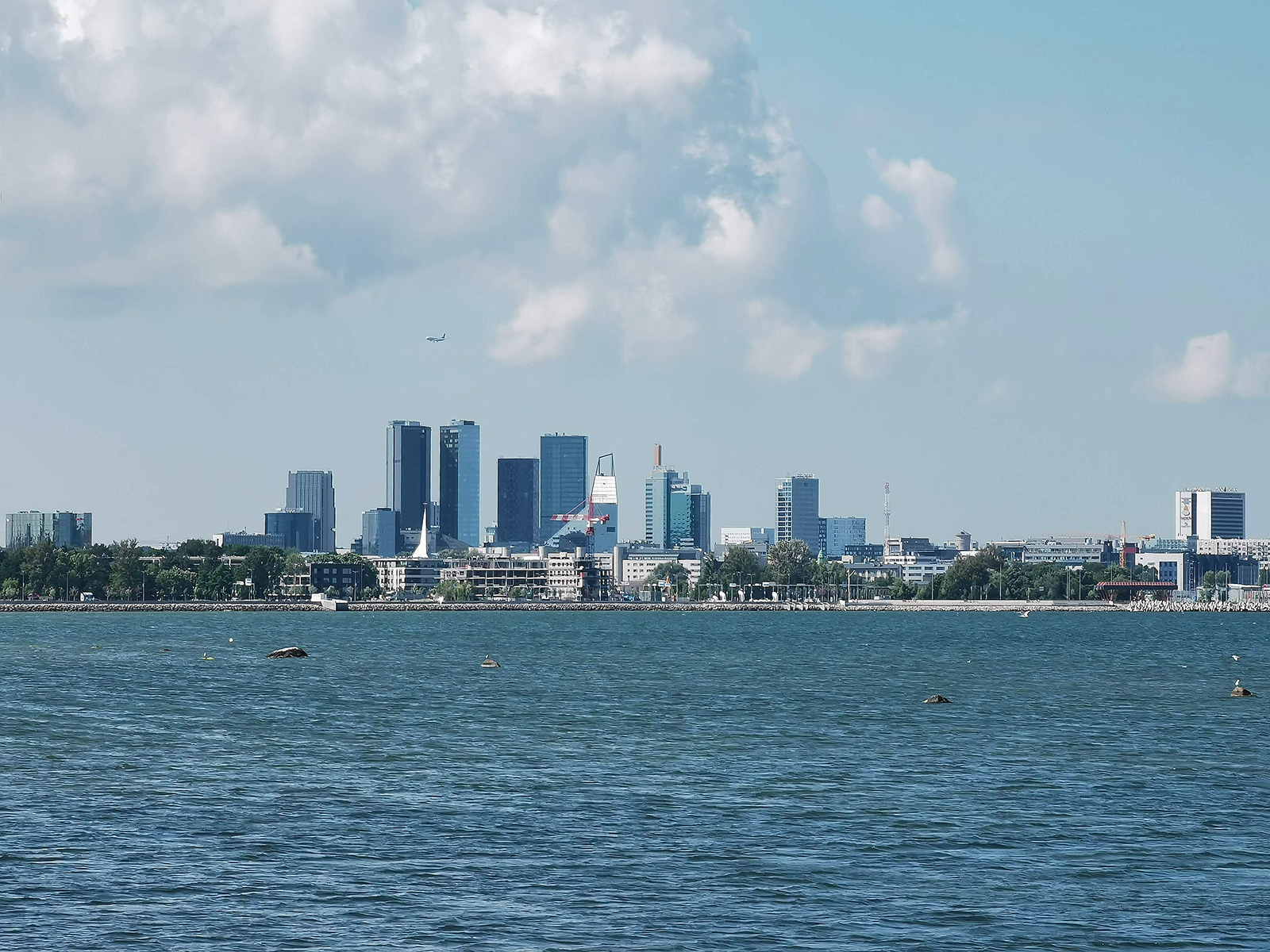
Центр Таллінна.

Економічно, паралельно з політичними змінами та переходом до демократії – як у правових державах – попередні командні економіки націй трансформувалися через законодавство в ринкову економіку та встановили або відновили основні макроекономічні фактори: бюджетні правила, національний авдит, національна валюта і центральний банк. Загалом вони незабаром зіткнулися з такими проблемами: висока інфляція, високий рівень безробіття, низьке економічне зростання та високий державний борг. Рівень інфляції в регіоні, що розглядається, відносно швидко впав нижче 5% до 2000 року. Тим часом економіка цих країн була стабілізована, і в 2004 році всі вони приєдналися до Європейської Унії. До них постали нові макроекономічні вимоги; Маастрихтські критерії стали обов’язковими, а пізніше Пакт про стабільність і зростання встановив суворіші правила через національне законодавство, імплементувавши правила та директиви Sixpack, тому що фінансова криза стала шокуючою віхою.
Усі три країни є державами Європейської Унії та єврозони. Світовий банк класифікує їх як країни з високим рівнем доходу, які підтримують високий індекс людського розвитку. Естонія, Латвія та Литва також є членами ОЕСР. Естонія прийняла євро в січні 2011 року, Латвія в січні 2014 року, а Литва в січні 2015 року.

### Енергетична безпека
Зазвичай концепція енергетичної безпеки пов'язана з безперебійним постачанням, достатнім накопиченням енергії, прогресивним технологічним розвитком енергетичного сектору та екологічними нормами. Інші дослідження додають до цього списку інші показники: диверсифікація постачальників енергії, залежність від імпорту енергії та вразливість політичної системи.
Навіть будучи частиною Європейської Унії, Естонія, Латвія та Литва все ще вважаються найбільш уразливими країнами ЄУ в енергетичній сфері.  Країни Балтії через радянське минуле мають на своїй території кілька газопроводів, що йдуть з Росії. Крім того, кілька маршрутів доставки нафти також збереглися з радянських часів: це порти у Вентспілсі, Бутінге та Таллінні.  Таким чином, Естонія, Латвія та Литва відіграють значну роль не лише у споживанні, а й у розподілі російських енергоресурсів, видобуваючи трансакційні збори.  Отже, загальна залежність ЄУ від поставок енергоресурсів з Росії з одного боку та потреба країн Балтії імпортувати енергетичне паливо з їх найближчого сусіда, багатого вуглеводнями, створює напругу, яка може поставити під загрозу енергетичну безпеку Естонії, Латвії та Литви. 
Будучи частиною ЄУ з 2004 року, країни Балтії повинні дотримуватися правил ЄУ у сферах енергетики, навколишнього середовища та безпеки. Одним із найважливіших документів, які ЄУ застосувала для покращення позиції енергетичної безпеки балтійських держав, є кліматичний та енергетичний пакет Європейського Союзу, включаючи кліматичну та енергетичну стратегію до 2020 року, яка спрямована на скорочення викидів парникових газів до 20%, збільшення енергоспоживання. виробництво з відновлюваних джерел енергії на 20% у загальній частці та 20% розвиток енергоефективности.
Розрахунки враховують не лише економічні, а й технологічні та енергетичні чинники: енерго- та вуглецеву інтенсивність транспорту та домогосподарств, торговий баланс загальної кількості енергії, залежність від імпорту енергоресурсів, диверсифікацію енергетичного міксу тощо. Було зазначено що з 2008 року балтійські держави відчувають позитивні зміни в показниках енергетичної безпеки. Вони диверсифікували своїх постачальників імпорту нафти завдяки зупинці газопроводу «Дружба» у 2006 році та збільшили частку відновлюваних джерел у загальному виробництві енергії за допомогою політики ЄУ.
Зазвичай Естонія була найкращою державою з точки зору енергетичної безпеки, але нова оцінка показує, що, незважаючи на те, що Естонія має найвищу частку відновлюваних джерел енергії у виробництві енергії, її енергетична економіка все ще характеризується високими показниками інтенсивності вуглецю. Литва, навпаки, досягла найкращих результатів щодо вуглецевої інтенсивности економіки, але рівень її енергетичної залежності все ще дуже високий. Найкраще за всіма показниками виступила Латвія. Зокрема, висока частка відновлюваних джерел енергії була впроваджена у виробництво енергії Латвії, що можна пояснити географічним розташуванням держави та сприятливими природними умовами.
Можливі загрози енергетичній безпеці включають, по-перше, серйозний ризик зриву енергопостачання. Навіть якщо є кілька електричних міжсистемних з’єднань, які з’єднують територію з багатими на електроенергію державами (інтерконнектор Естонія-Фінляндія, інтерконектор Литва-Польща, інтерконектор Литва-Швеція), трубопровідне постачання природного газу та танкерне постачання нафти є ненадійними без модернізації енергетики. інфраструктура. По-друге, залежність від єдиного постачальника – Росії – нездорова як для економіки, так і для політики. Як це було у 2009 році під час російсько-української газової суперечки, коли держави Східної Європи були позбавлені доступу до поставок природного газу, повторення ситуації може знову призвести до економічної, політичної та соціальної кризи. Тому потрібна диверсифікація постачальників. Нарешті, низький технологічний розвиток призводить до повільної адаптації нових технологій, таких як будівництво та використання відновлюваних джерел енергії. Це також створює загрозу для енергетичної безпеки балтійських держав, оскільки сповільнює споживання відновлюваної енергії та призводить до низьких показників енергоефективности.
У світлі російського вторгнення в Україну в 2022 році та озброєння Росією поставок енергоресурсів, балтійські держави були одними з найкраще оснащених країн Центральної та Східної Європи для боротьби з енергетичною кризою. Це сталося тому, що з початку 1990-х років балтійські держави інвестували в альтернативні та неросійські шляхи постачання енергії. Це включало розвиток нафтового терміналу Бутінґе, електричних з’єднань зі Швецією, Фінляндією та Польщею, Клайпедського ЗПГ-терміналу та газового з’єднання Польща–Литва. Усі ці та інші інфраструктурні проєкти дозволили балтійським державам швидко відійти від російських енергоносіїв.

## Регіональна співпраця

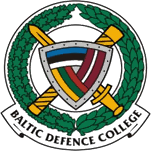
служить центром стратегічних і оперативних досліджень і надає офіцерам середнього і старшого рівня та урядовцям.

Під час балтійської боротьби за незалежність 1989–1992 рр. між міністрами закордонних справ балтійських держав (на той час невизнаними) та міністрів закордонних справ Північних країн зав’язалася особиста дружба. Ця дружба призвела до створення Ради держав Балтійського моря в 1992 році та Єврофакультету в 1993 році.
Між 1994 і 2004 роками угода про вільну торгівлю БАЗВТ була створена, щоб допомогти підготувати країни до вступу в ЄС. Балтійські держави були більше зацікавлені в отриманні доступу до решти європейського ринку.
Зараз уряди Балтійських держав співпрацюють різними способами, включаючи співпрацю між президентами, спікерами парламентів, главами урядів і міністрами закордонних справ. 8 листопада 1991 року для сприяння міжпарламентському співробітництву була створена Балтійська асамблея, до якої входять від 15 до 20 депутатів від кожного парламенту. Балтійська рада міністрів була створена 13 червня 1994 року для сприяння міжурядовій співпраці. З 2003 року існує координація між двома організаціями.
Порівняно з іншими регіональними угрупованнями в Європі, такими як Північна рада чи Вишеградська група, балтійське співробітництво є досить обмеженим. Усі три країни також є членами Нової Ганзейської ліги, неформальної групи північних держав ЄУ, сформованої для захисту спільної фіскальної позиції. Також Литва є учасницею Люблінського трикутника.

## Статистика

### Загальна статистика
Усі три парламентські республіки, вступили до Європейської Унії 1 травня 2004 року.
|                                  | Естонія                              | Латвія                               | Литва                                | Разом         |
| Герб                             |                                      |                                      |                                      | -             |
| Прапор                           | Естонія                              | Латвія                               | Литва                                | -             |
| Столиця                          | Таллінн                              | Рига                                 | Вільнюс                              | -             |
| Незалежність                     | — До 13 ст. — 1918 — відновлено 1991 | — До 13 ст. — 1918 — відновлено 1991 | — До 18 ст. — 1918 — відновлено 1990 | -             |
| Населення (2015)                 | 1313271                              | 1978700                              | 2902832                              | 6194803       |
| Площа                            | 45339 км²                            | 64589 км²                            | 65300 км²                            | 175228 км²    |
| Щільність населення              | 29/км²                               | 31/км²                               | 44/км²                               | 35/км²        |
| Вода %                           | 4.56 %                               | 1.5 %                                | 1.35 %                               | 2.23 %        |
| ВВП (номінал) (2015)             | $22.934 млрд                         | $27.822 млрд                         | $41.776 млрд                         | $112.530 млрд |
| ВВП (номінал) на душу (2016)     | $18,452                              | $14,496                              | $15,366                              | $16,035       |
| ВВП (PPP) (2015)                 | $37.879 млрд                         | $49.891 млрд                         | $82.143 млрд                         | $171.110 млрд |
| ВВП (PPP) на душу (2016)         | $30038                               | $25817                               | $29380                               | $28,411       |
| Коефіцієнт Джині (2012)          | 33.2                                 | 35.5                                 | 35.2                                 | -             |
| Індекс людського розвитку (2014) | 0.861 (Розвинені країни)             | 0.819 (Розвинені країни)             | 0.839 (Розвинені країни)             | -             |
| Інтернет-домен                   | .ee                                  | .lv                                  | .lt                                  | -             |
| Телефонний код                   | +372                                 | +371                                 | +370                                 | -             |

## Лідери

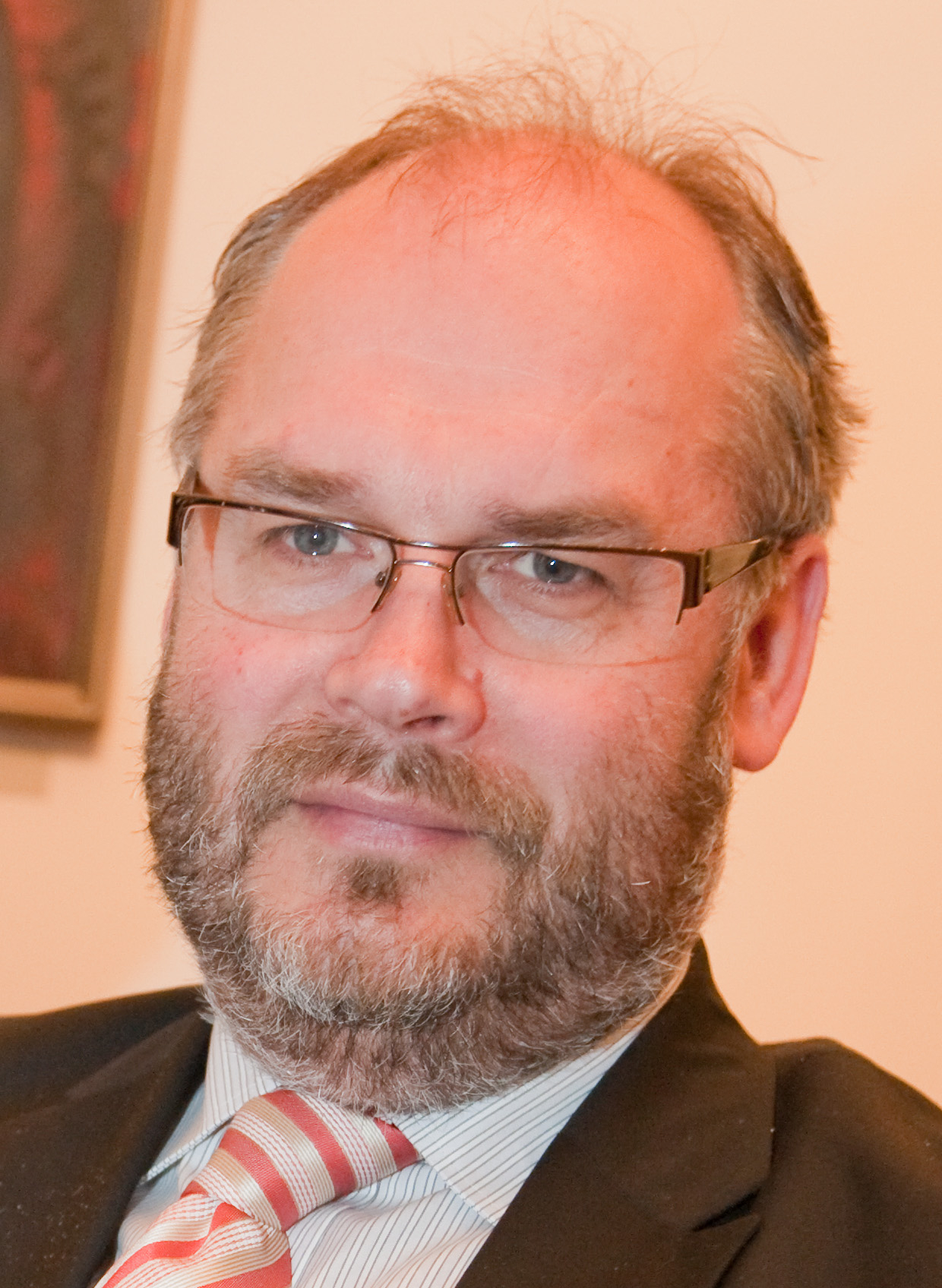
Estonia Алар Каріс, Президент
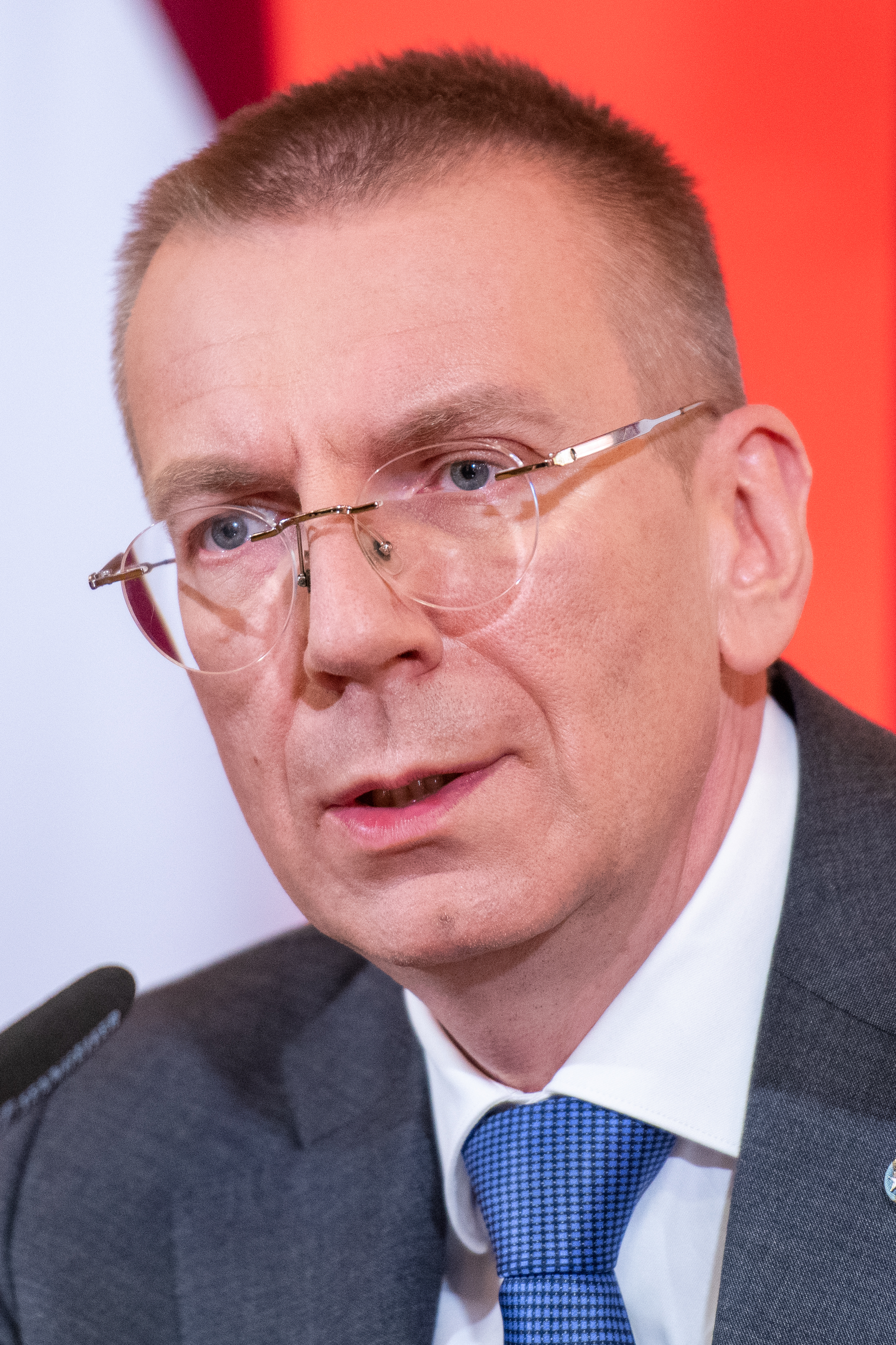
Latvia Едгарс Рінкевичс, Президент
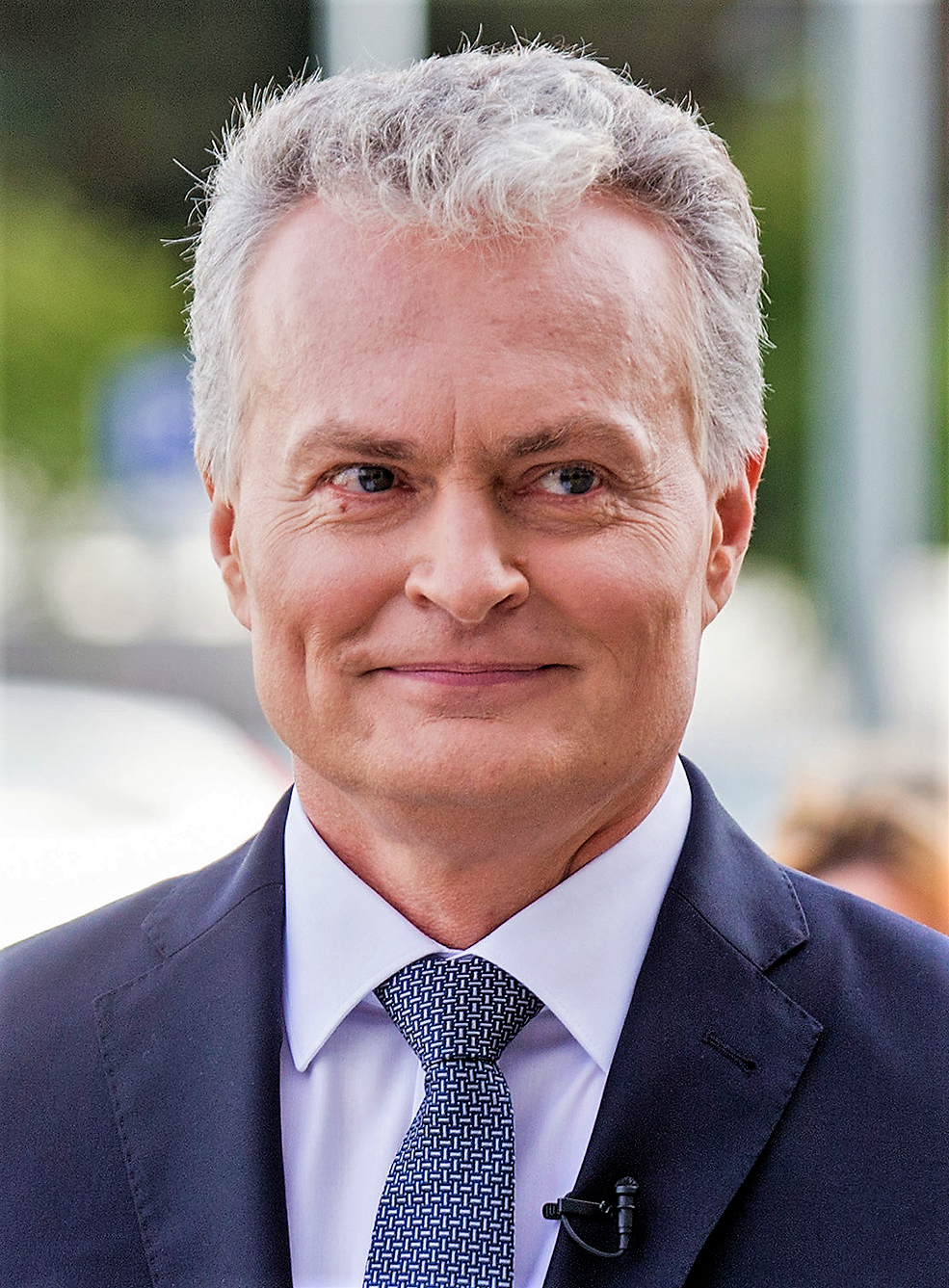
Lithuania Ґітанас Науседа, Президент

- Естонія
Алар Каріс, Президент
- Латвія
Едгарс Рінкевичс, Президент
- Литва
Ґітанас Науседа, Президент

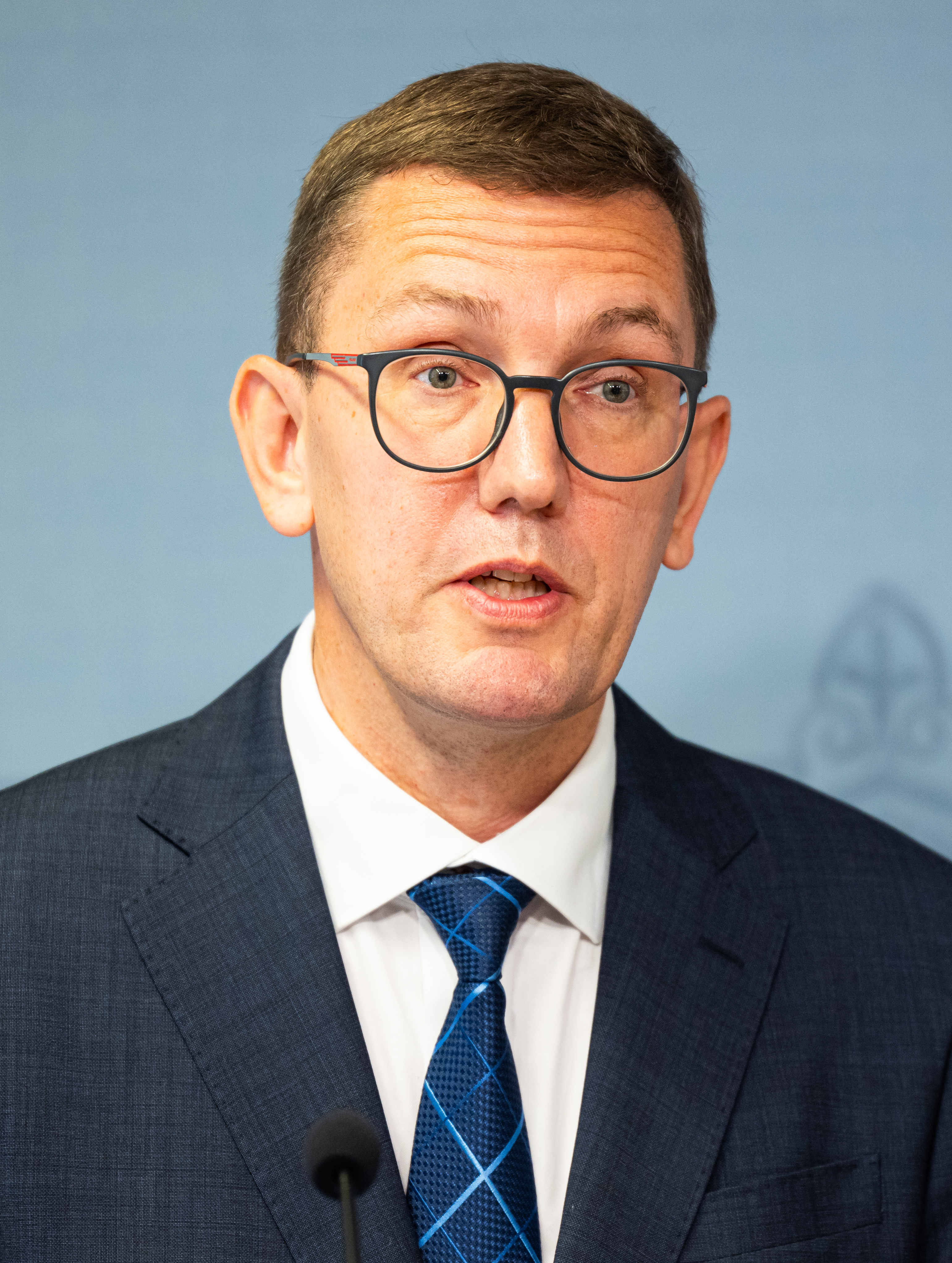
Estonia Крістен Міхал, Прем'єр-міністр
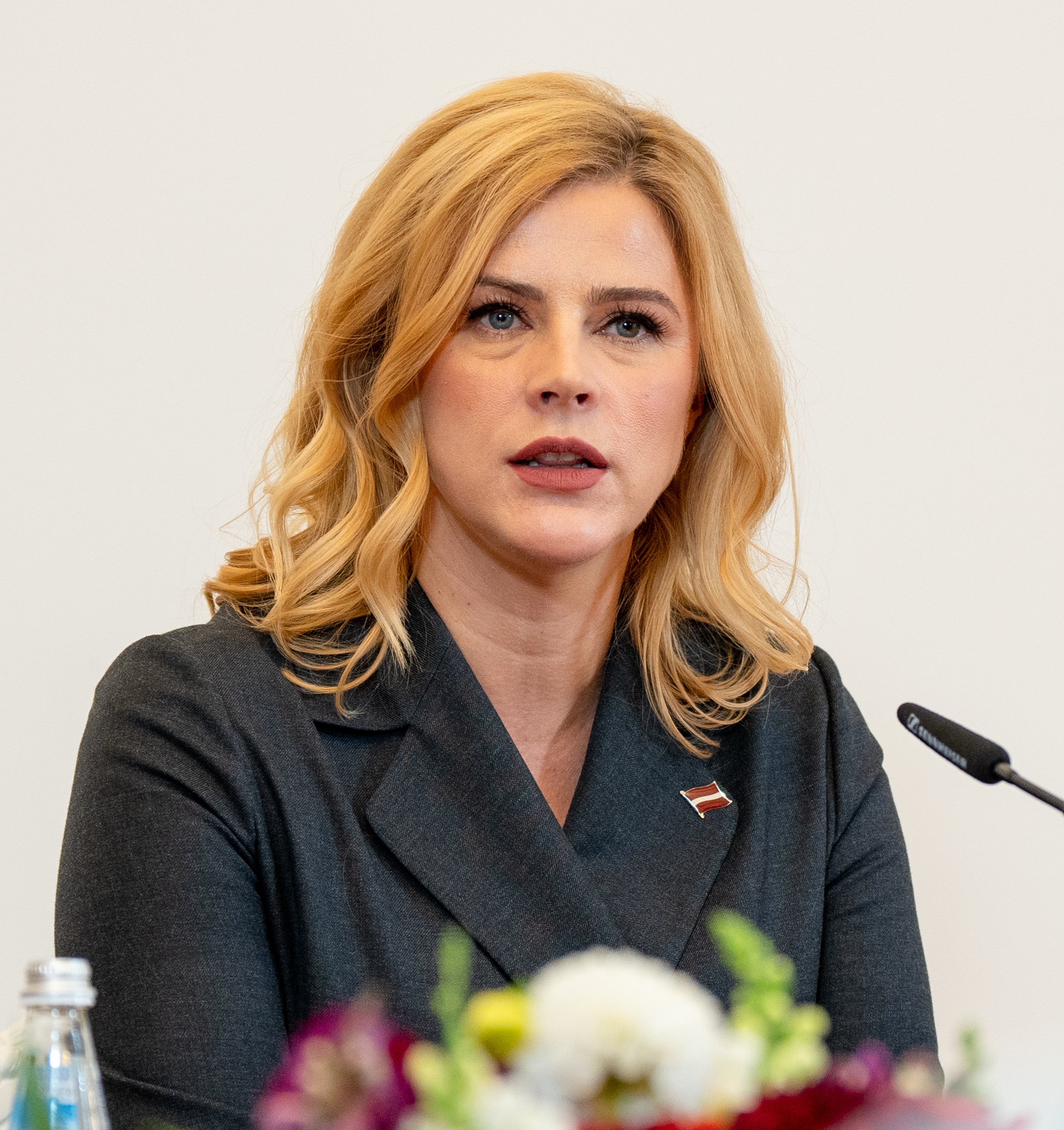
Latvia Евіка Сіліня, Прем'єр-міністр
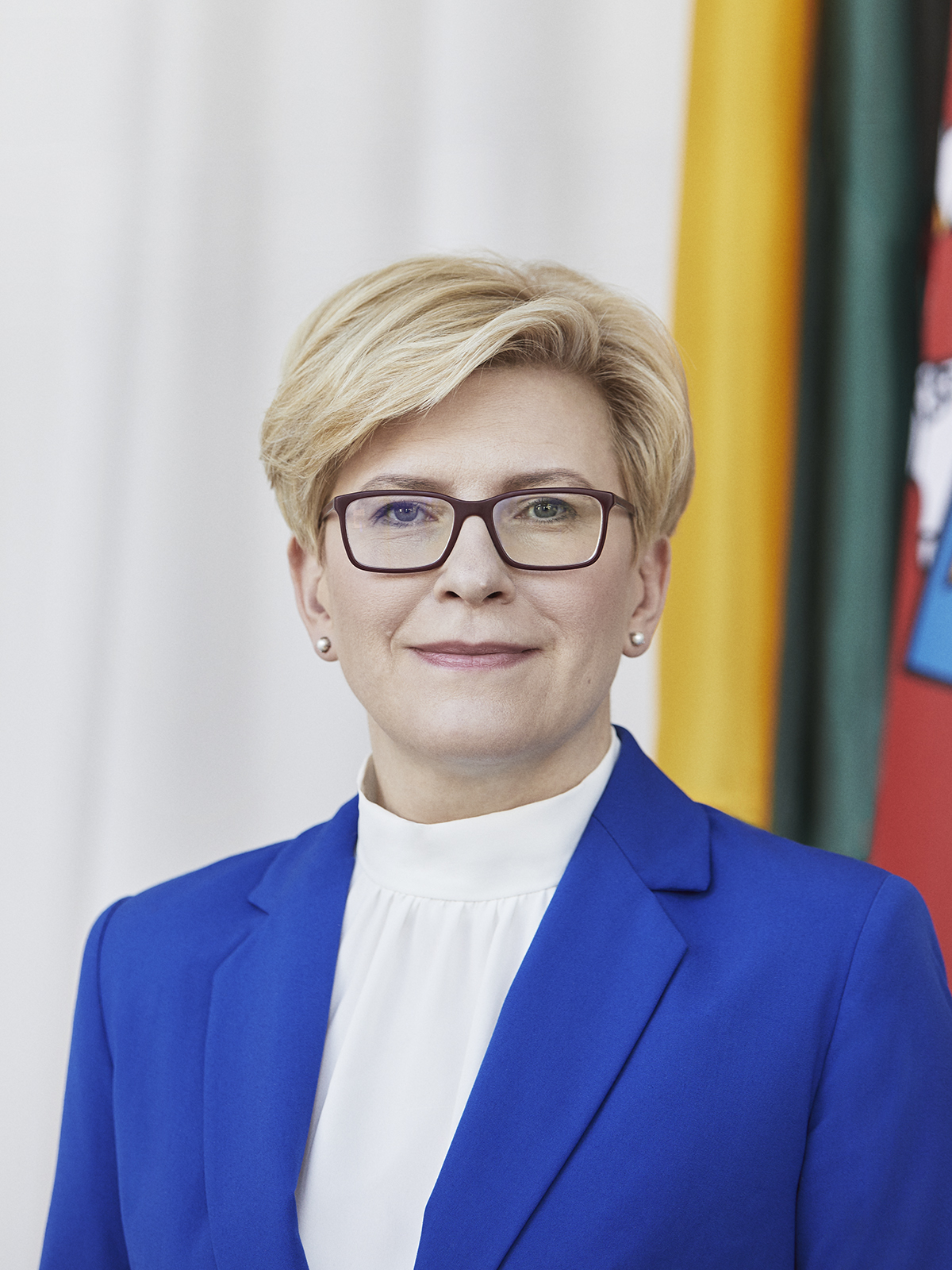
Lithuania Інґріда Шимоніте, Прем'єр-міністр

- Естонія
Крістен Міхал, Прем'єр-міністр
- Латвія
Евіка Сіліня, Прем'єр-міністр
- Литва
Інґріда Шимоніте, Прем'єр-міністр